# Willem (voornaam)

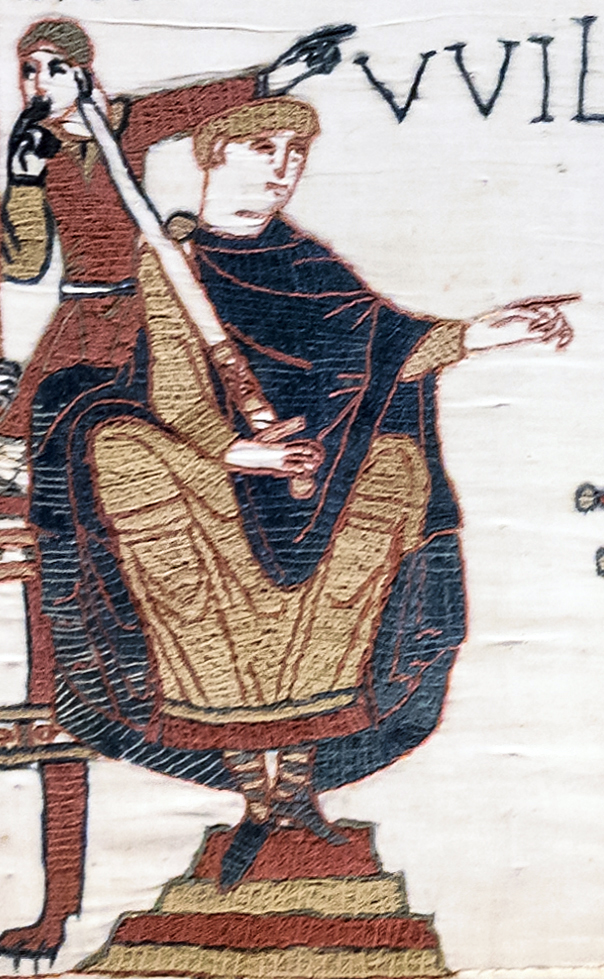
Willem de Veroveraar (William the Conqueror), hertog van Normandië op het Tapijt van Bayeux. De naam William werd populair in het Engels na de Normandische verovering van Engeland door Willem de Veroveraar in 1066.

Willem is een jongensnaam van Germaanse oorsprong. Het is een variant van de in het Nederlands taalgebied weinig voorkomende naam Wilhelm. Deze naam bestaat uit twee delen: wil en helm. Wil betekent 'de wil', 'het willen', 'het streven', en helm betekent 'bedekker, beschermer'. De twee elementen samen zouden dus 'met de wil zo sterk als een helm' kunnen betekenen, maar deze samengestelde betekenis wordt niet door iedereen als zinvol beschouwd. De Latijnse variant is Gulielmus.

## Varianten
De volgende namen zijn varianten of afgeleiden van Willem:

Helmus, Pim, Wil, Wilhelm, Wilhelmus, Will, Willelmus, Willeminus, Willie, Willy, Wilm, Wiel, Wim
De naam komt ook in andere talen voor:
- Catalaans: Guillem
- Chinees: 威廉 (wēi lián)
- Duits: Wilhelm, Willi, Wilm
- Engels: Bill, Billy, Will, William, Willie, Willy
- Frans: Guillaume
- Hongaars: Vilmos
- Iers: Liam
- IJslands: Vilhjálmur
- Italiaans: Guglielmo
- Japans: ウィレム
- Koreaans: 빌럼
- Latijn: Gulielmus, Wilhelmus
- Lets: Vilis
- Portugees: Guilherme
- Spaans: Guillelmo, Guillermo
- Tsjechisch: Vilém, Viliam
- Welsh: Gwylim
- Zweeds: Vilhelm

De vrouwelijke varianten of afgeleiden van Willem zijn:

Helma, Helmi, Mien(a), Mijna, Mina, Wilhellemien, Wilhelma, Wilhelmijna, Wilhelmiana, Wilhelmina, Willeke, Willemijn, Willemiek(e), Willemien, Willemijn(e), Willemina, Willemine, Willie, Willy, Wilma, Wilmy
De naam komt ook in andere talen voor:
- Frans: Guillaumette

## Koninklijke hoogheden en adel

### Duitsland
- Wilhelm I, eerste keizer van Duitsland
- Wilhelm II, laatste keizer van Duitsland

### Engeland
- Willem I de Veroveraar, hertog van Normandië, 1035-1087, koning van Engeland, 1066-1087
- Willem II Rufus (de Rode), koning van Engeland, 1087-1100
- Willem III, koning van Engeland, 1688-1702 (zie ook onder Nederland, stadhouders)
- Willem IV, koning van Engeland, 1830-1837

### Frankrijk
- Willem met de Hoorn, hertog van Aquitanië, graaf van Toulouse en eerste graaf van Orange

### Friesland, Groningen en Drenthe
- Willem Frederik, vorst van Nassau-Dietz, stadhouder van Friesland 1640-1664 en van Groningen en Drenthe 1650-1664
- Willem Lodewijk, stadhouder van Friesland, 1584-1620, stadhouder van Groningen, 1595-1620, graaf van Nassau, 1606-1620

### Gelre-Gulik
- Willem I hertog van Gelre, 1371-1402. Als Willem III hertog van Gulik, 1393-1402
- Willem de Rijke, 1538-1543

### Henegouwen
Zie onder Holland, Willem III-VI.

### Holland
Willem is de naam van een aantal graven van Holland:
- Willem I van Holland
- Willem II van Holland
- Willem III van Holland
- Willem IV van Holland
- Willem V van Holland
- Willem VI van Holland

Willem is de naam van een aantal stadhouders van Holland uit het Huis van Oranje:
- Stadhouder Willem I (de Zwijger, prins van Oranje) 1559-1567 en 1572-1584 geboren 1533
- Stadhouder Willem II 1647-1650
- Stadhouder Willem III 1672-1702
- Stadhouder Willem IV 1747-1751
- Stadhouder Willem V (Batavus) 1751-1795

### Luxemburg
- Willem I-III, zie onder Nederland
- Willem IV van Luxemburg, groothertog van Luxemburg
- Willem van Luxemburg (1963), prins van Luxemburg
- Willem van Luxemburg (1981), erfgroothertog van Luxemburg

### Nassau
- Willem de Rijke, graaf van Nassau-Katzenelnbogen, 1516-1569

### Nederland
Willem is de naam van een aantal koningen der Nederlanden uit het Huis van Oranje:
- Willem I (1772-1843), Koning der Nederlanden (1815-1840)
- Willem II (1792-1849), Koning der Nederlanden (1840-1849)
- Willem III (1817-1890), Koning der Nederlanden (1849-1890)
- Koning Willem-Alexander (1967), Koning der Nederlanden (2013-heden)

### Utrecht
- Willem I, bisschop van Utrecht, 1054-1076
- Willem II, bisschop van Utrecht, 1296-1301

### Verenigd Koninkrijk
- William, hertog van Cambridge, de oudste zoon van Prins Charles en Prinses Diana

### Vlaanderen
- Willem Clito, (Willem van Normandië), graaf van Vlaanderen, 1127-1128

### Württemberg
- Willem I van Württemberg, koning
- Willem II van Württemberg, koning

## Bekende naamdragers

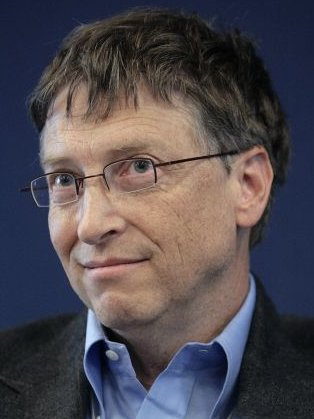
Bill Gates

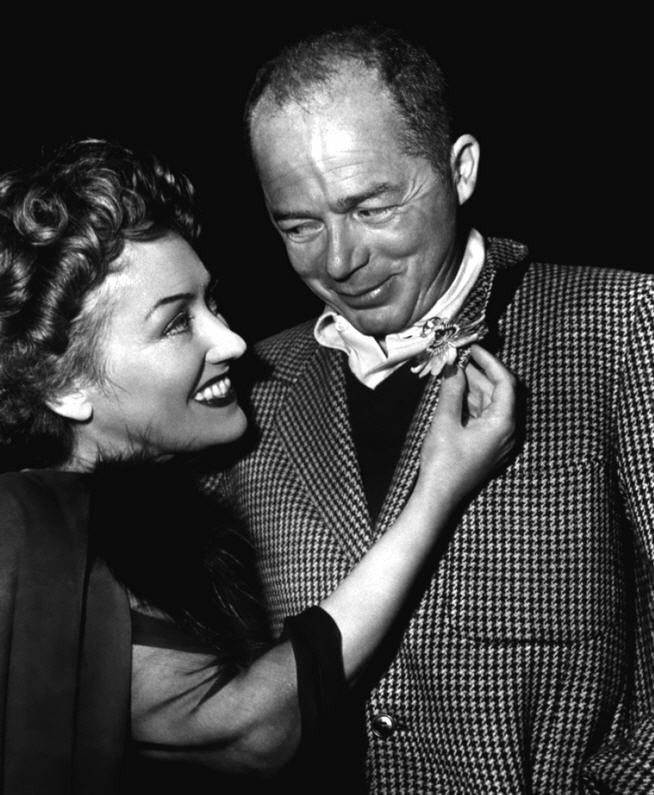
Billy Wilder

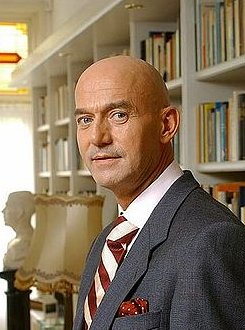
Pim Fortuyn

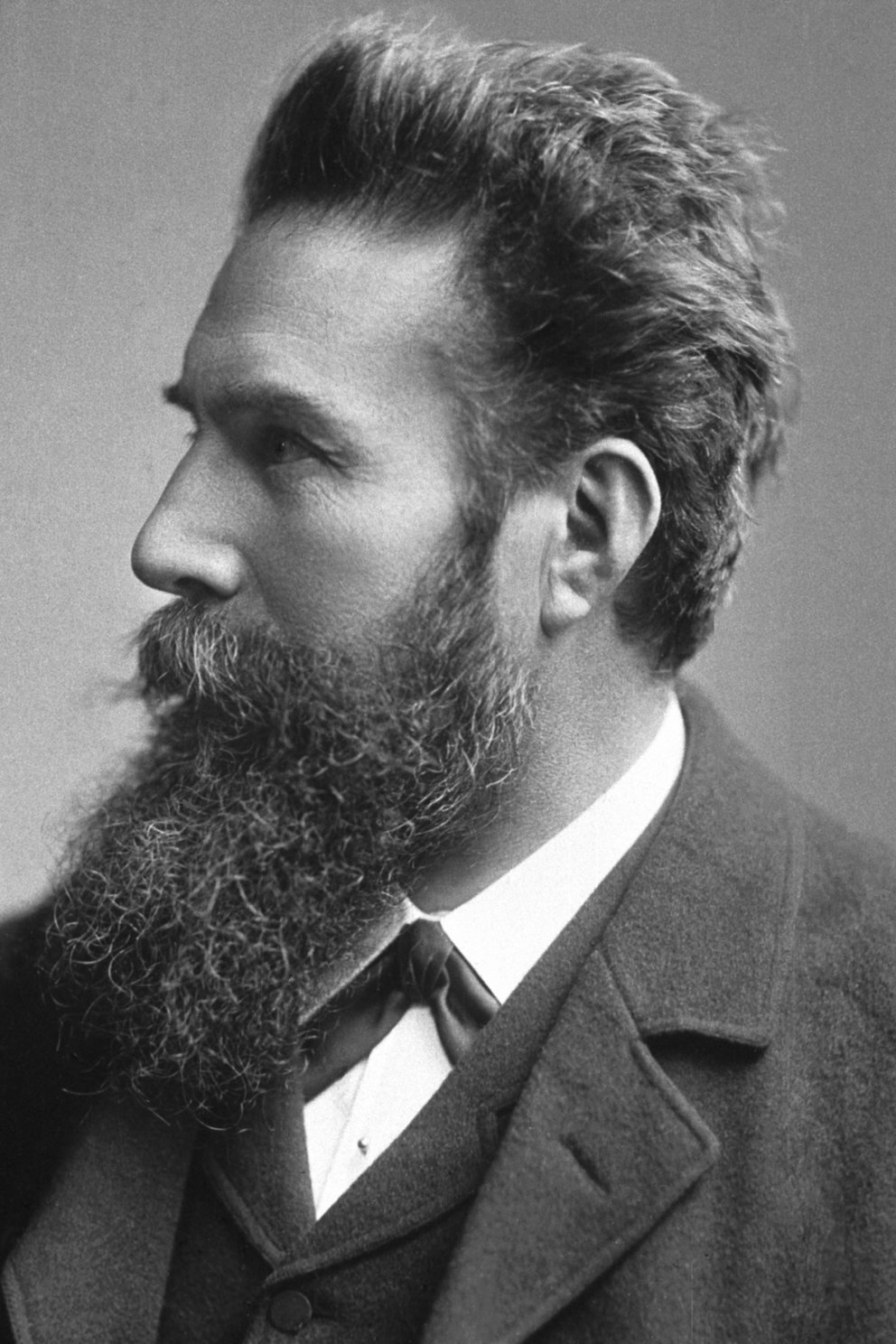
Wilhelm Röntgen

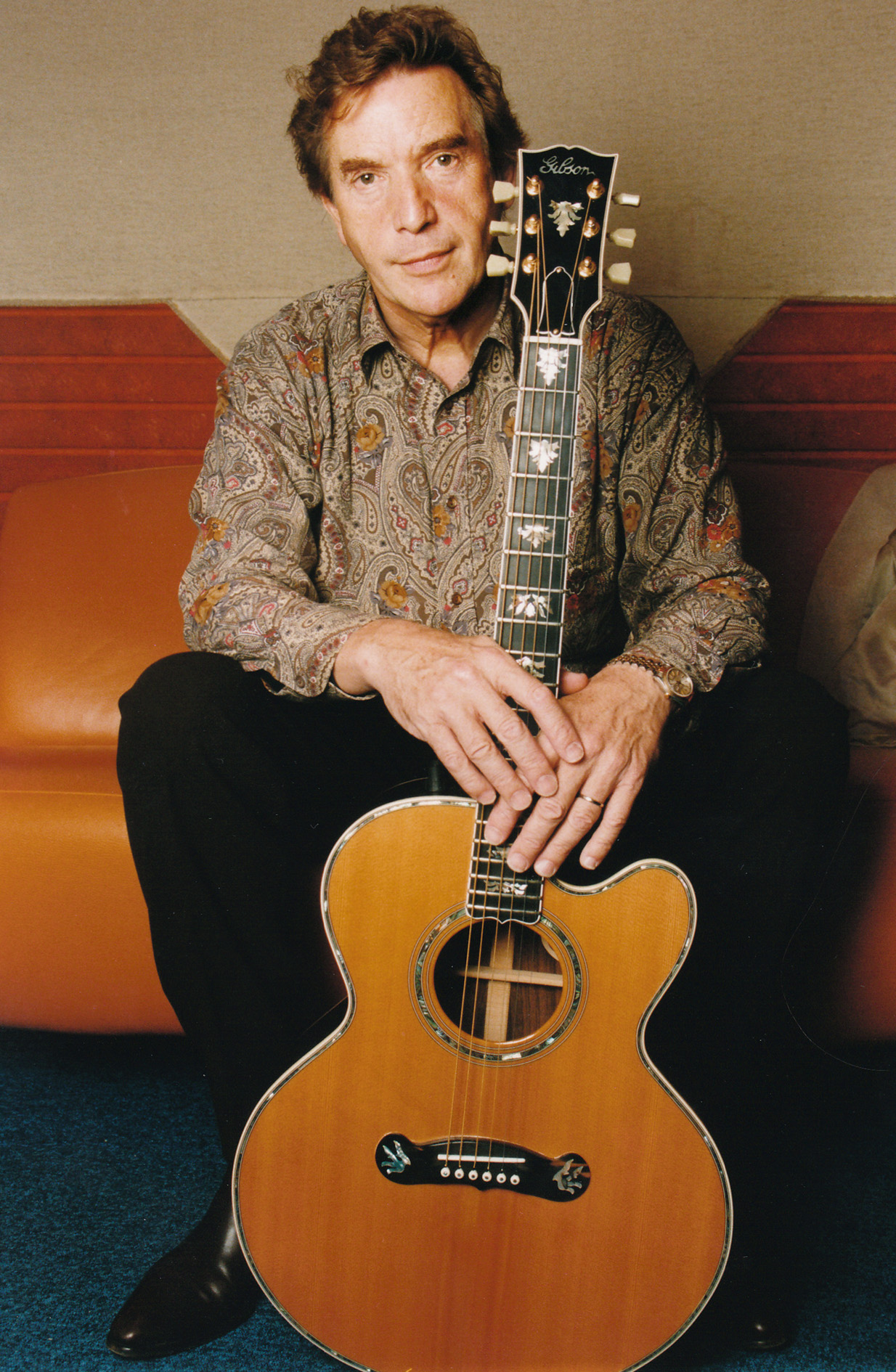
Will Tura

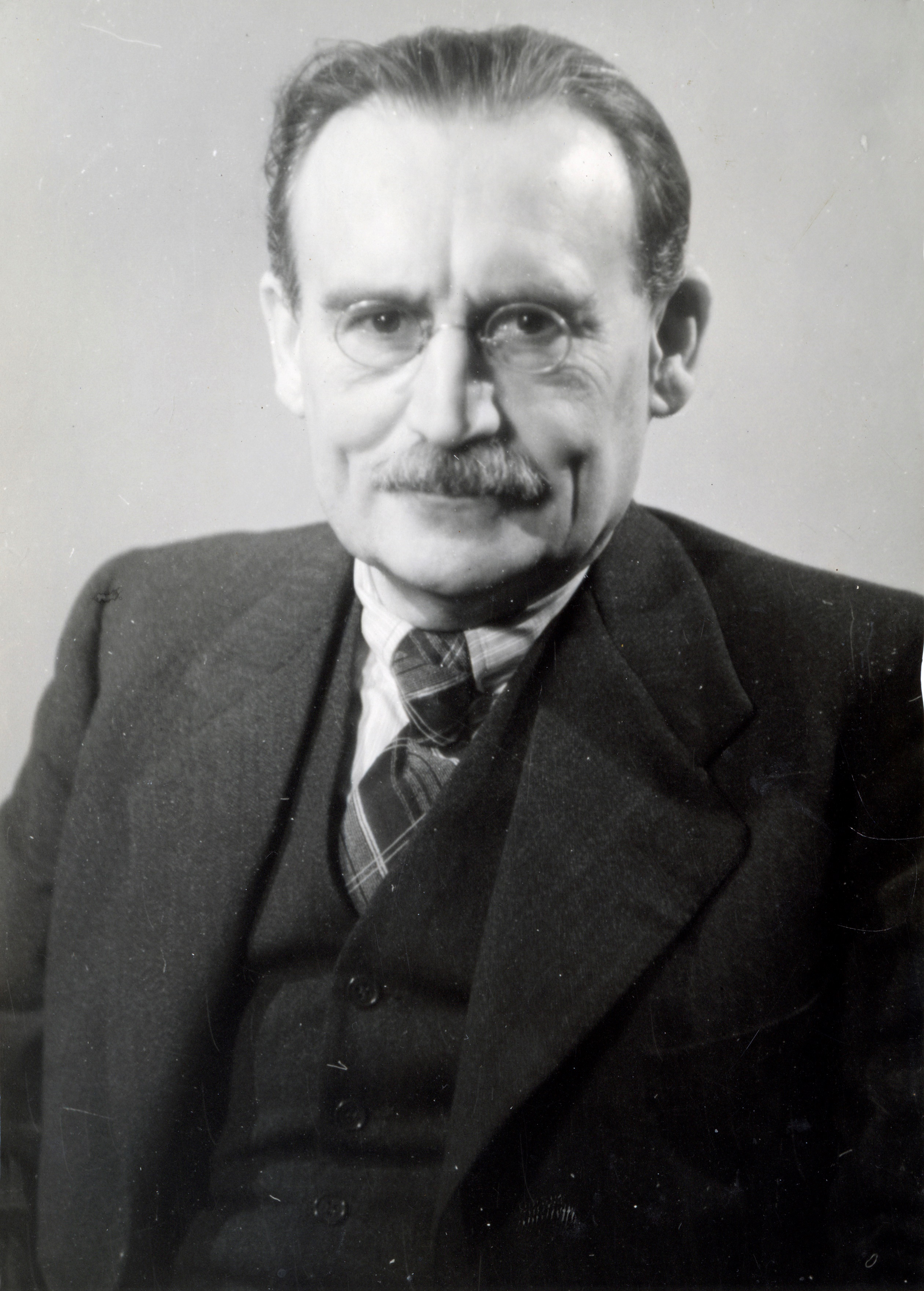
Willem Drees

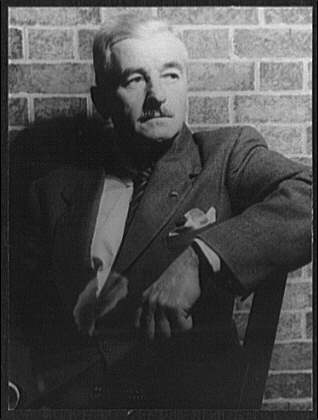
William Faulkner

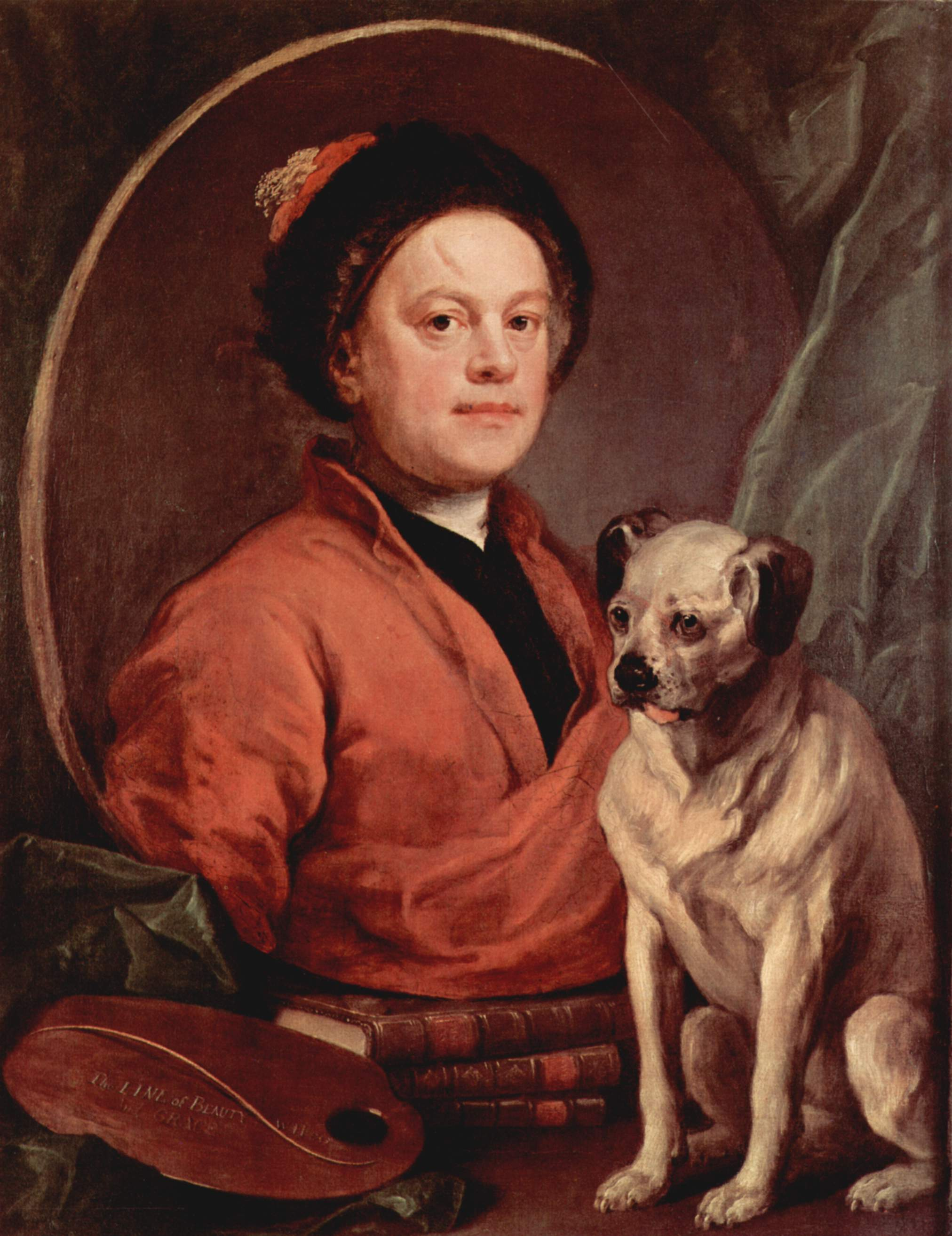
William Hogarth

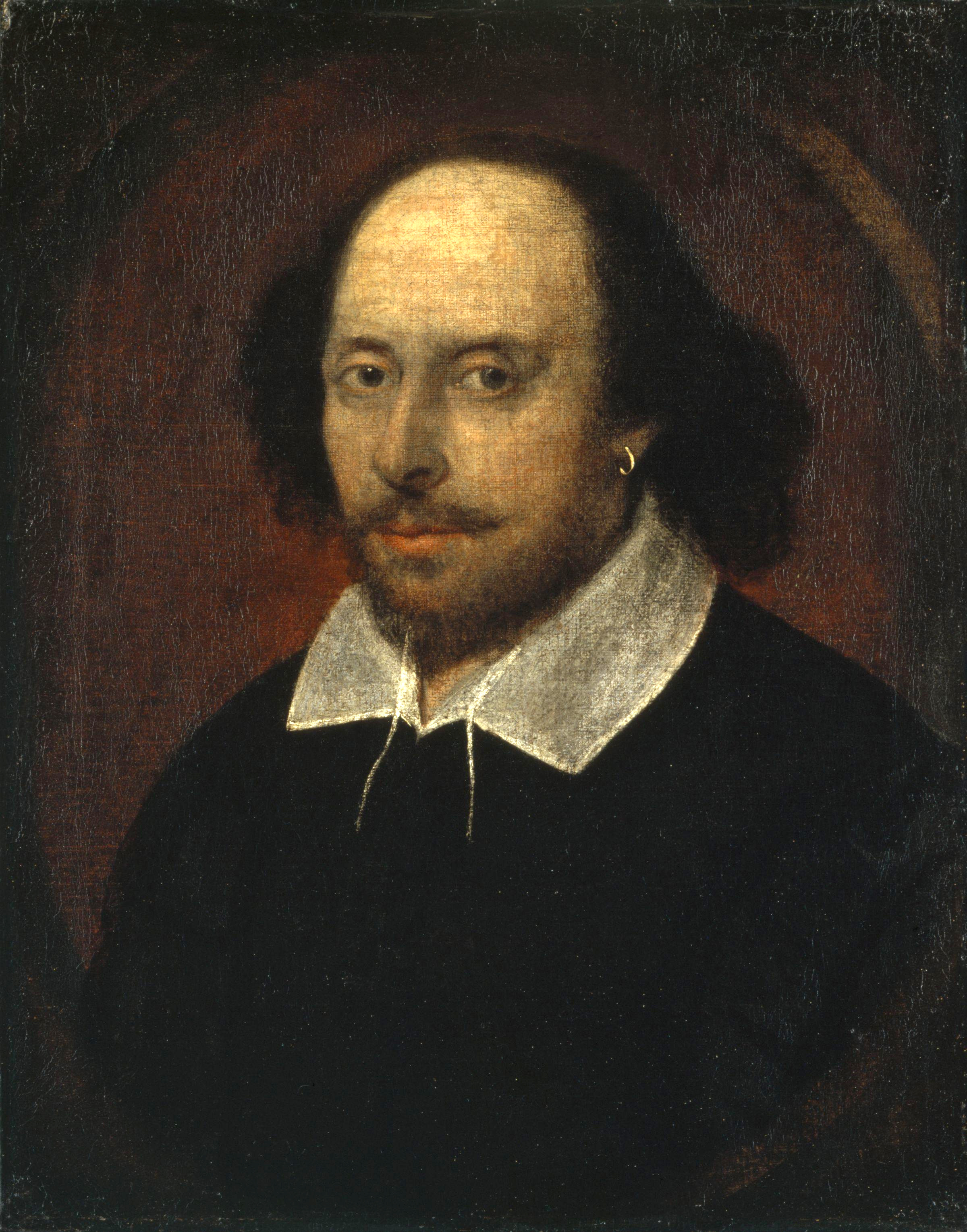
William Shakespeare

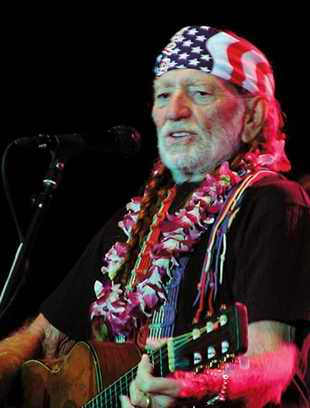
Willie Nelson

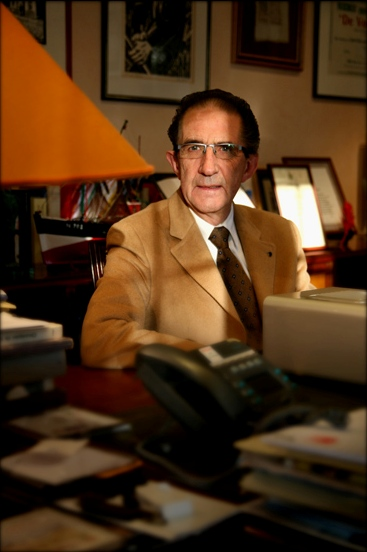
Willy Claes

### Bill
- Bill Bailey, Engelse comedian, acteur en muzikant
- Bill Clinton, Amerikaans politicus, 42e president van de Verenigde Staten
- Bill Cosby, Amerikaanse acteur, komiek, televisieproducent en schrijver
- Bill van Dijk, Nederlands zanger en musicalster
- Bill Gates, Amerikaans ondernemer
- Bill Haley, Amerikaanse rock-'n-rollzanger
- Bill Kaulitz, Duits zanger
- Bill Murray, Amerikaans acteur en komiek
- Bill O'Reilly, Amerikaans presentator
- Bill Paxton, Amerikaanse acteur en filmregisseur
- Bill Pullman, Amerikaans acteur
- Bill Viola, Amerikaans kunstenaar
- Bill Wyman, Brits muzikant

### Billy
- Billy Bob Thornton, Amerikaans filmacteur, regisseur en zanger
- Billy Boyd, Schots acteur
- Billy Connolly, Schots komiek, acteur, muzikant en presentator
- Billy Crystal, Amerikaans acteur, filmregisseur en producent
- Billy Idol, Brits zanger
- Billy Joel, Amerikaans pianist, singer-songwriter en componist
- Billy the Kid, Amerikaans crimineel
- Billy Ocean, Brits zanger
- Billy Ray Cyrus, Amerikaans countryzanger en acteur
- Billy Taylor, Amerikaans jazzpianist en -componist
- Billy Wilder, Amerikaans filmregisseur

### Guillaume
Zie Guillaume (voornaam).

### Pim
- Pim Doesburg, Nederlands voetballer
- Pim Fortuyn, Nederlands politicus, socioloog, auteur en columnist
- Pim Jacobs, Nederlands jazzpianist en televisiepresentator
- Pim Koopman, Nederlands muzikant
- Pim de la Parra, Surinaams-Nederlands filmregisseur
- Pim Verbeek, Nederlands voetbaltrainer
- Pim Wessels, Nederlands acteur

### Wil
- Wil Albeda, Nederlands politicus
- Wil Wheaton, Amerikaans acteur en schrijver

### Wilhelm
- Wilhelm Friedemann Bach, Duits organist, klavecinist, fortepianospeler, dirigent, muziekpedagoog en componist
- Wilhelm Dilthey, Duits historicus, psycholoog, socioloog en filosoof
- Wilhelm Grimm, Duits taalkundige
- Wilhelm Hellweg, Duits/Nederlands musicus en producer
- Wilhelm Holtz, Duits natuurkundige en uitvinder
- Wilhelm von Humboldt, Duits taalwetenschapper, filosoof en staatsman
- Wilhelm Liebknecht, Duits revolutionair, marxistisch theoreticus en sociaaldemocraat
- Wilhelm Marx, Duits jurist en politicus
- Wilhelm Röntgen, Duits natuurkundige
- Wilhelm Schickard, Duits astronoom en wiskundige
- Wilhelm Wundt, Duits filosoof, fysioloog, psycholoog en psychiater
- Wilhelm Kempff, Duits pianist, organist en componist
- Wilhelm Groenendijk, Nederlands trompettist

### Will
- Will Champion, Brits drummer
- Will Claye, Amerikaans atleet
- Will Ferdy, Vlaams zanger
- Will Ferrell, Amerikaans komiek, acteur en schrijver
- Will Keith Kellogg, Amerikaans industrieel
- Will Koopman, Nederlands regisseur
- Will Smith, Amerikaans acteur en zanger
- Will Tura, Belgisch zanger en muzikant
- Will Young, Brits zanger

### Willem
- Willem Andriessen, Nederlands componist en pianist
- Willem Barentsz, Nederlands zeevaarder en ontdekkingsreiziger
- Willem Drees, Nederlands politicus, evenals zijn zoon Willem Drees jr.
- Willem Dudok, Nederlands architect
- Willem Duyn, Nederlandse zanger. Ook bekend als Big Mouth
- Willem Elsschot, Vlaams schrijver
- Willem Claesz. Heda, Nederlands kunstschilder
- Willem Frederik Hermans, Nederlands schrijver
- Willem Hofhuizen, Nederlands kunstschilder, beeldhouwer en glazenier
- Willem Jansz, Nederlands zeevaarder en ontdekkingsreiziger
- Willem Keesom, Nederlandse natuurkundige
- Willem Holleeder, Nederlandse crimineel
- Willem Kes, Nederlands dirigent, violist en componist
- Willem Kersters, Belgisch componist
- Willem Kolff, Nederlands internist die is bekend geworden door zijn uitvinding van de kunstnier
- Willem de Kooning, Nederlands-Amerikaans kunstenaar
- Willem van Kooten, Nederlandse zakenman en voormalig radiopersoonlijkheid onder het pseudoniem Joost den Draaijer
- Willem Maris, Nederlands kunstschilder
- Willem Mengelberg, Nederlands dirigent
- Willem Mengelberg, Nederlands glazenier
- Willem Nijholt, Nederlands zanger
- Willem Ouweneel, Nederlands bioloog, theoloog en filosoof
- Willem de Rooij, Nederlands beeldend kunstenaar
- Willem de Sitter, Nederlands natuur- en wiskundige
- Willem van Tetrode, Nederlands beeldhouwer
- Willem Wilmink, Nederlands dichter en schrijver
- Willem Witsen, Nederlands schilder en fotograaf
- Willem, schrijver van Van den vos Reynaerde
- Willem van de Sande Bakhuyzen, Nederlands regisseur

### William
- William Adams, Engels zeeman
- William Baffin, Brits zeevaarder en cartograaf
- William Baldwin, Amerikaans acteur
- William-Adolphe Bouguereau, Frans schilder
- William Blake, Brits schrijver, dichter, tekenaar, schilder en graveur
- William Bruce Rose, zanger, bekend als Axl Rose
- William Edward Boeing, Amerikaans luchtvaartpionier en ondernemer
- William Boeva, Vlaams stand-upcomedian
- William Henry Bragg, Brits wis- en natuurkundige
- William Lawrence Bragg, Brits wis- en natuurkundige
- William S. Burroughs, Amerikaans schrijver
- William Byrd, Engels componist
- William Cockerill, Belgisch ondernemer
- William Congreve (schrijver), Engels toneelschrijver
- William Conrad, Amerikaans acteur
- William Dampier, Engels piraat
- William Ewart Gladstone, Brits politicus
- William Faulkner, Amerikaans schrijver
- William Flinders Petrie, Brits archeoloog en egyptoloog
- William Godwin, Engels journalist, econoom, romanschrijver en politiek filosoof
- William Golding, Engels schrijver en dichter
- William Hague, Brits politicus
- William Hanna, Amerikaans producent, regisseur en tekenaar van animatiefilms
- William Henry Harrison, Amerikaans politicus, 9e president van de Verenigde Staten
- William Harvey, Engels bioloog en arts
- William Randolph Hearst, Amerikaans krantenmagnaat
- William Herschel, Britse componist, organist, muziekleraar en astronoom
- William Hogarth, Engels schilder
- William Hurt, Amerikaans acteur
- William H. Macy, Amerikaans acteur
- William Lamb, Brits politicus
- William McKinley, Amerikaans politicus, 25e president van de Verenigde Staten
- William Morris, Brits ontwerper
- William Murphy, Amerikaans medicus
- William Mutwol, Keniaans atleet
- William Penn, stichter van de Engelse kolonie 'Provincie Pennsylvania'
- William Pitt de Oudere, Brits politicus
- William Pitt de Jongere, Brits politicus
- William Ramsay, Brits scheikundige
- William Shakespeare, Engels toneelschrijver, dichter en acteur
- William Shatner, Amerikaans acteur
- William Somerset Maugham, Brits schrijver
- William Howard Taft, Amerikaans politicus, 27e president van de Verenigde Staten
- William Makepeace Thackeray, Engels schrijver
- William Thomson, Iers-Schots natuurkundige
- William Turner, Engels schilder
- William Van Dijck, Belgisch atleet
- William Vance, Belgisch striptekenaar
- William, prins van Wales, kroonprins van het Verenigd Koninkrijk
- William Wallace, Schots patriot
- William Wilberforce, Engels politicus
- William Wordsworth, Engels dichter
- William Butler Yeats, Iers dichter, toneelschrijver en mysticus

### Willi
- Willi Lippens, Nederlands voetballer
- Willi Stoph, Oost-Duits politicus
- Willi Wülbeck, Duits atleet

### Willie
- Willie Dixon, Amerikaanse bluescomponist, bassist en zanger
- Willie Mays, Amerikaans honkbalspeler
- Willie Nelson, Amerikaans countryzanger, gitarist en liedjesschrijver

### Willy
- Willy Alberti, Nederlands zanger
- Willy Brandt, Duits politicus
- Willy Claes, Belgisch politicus
- Willy De Clercq, Belgisch politicus
- Willy DeVille, Amerikaans zanger en liedjesschrijver
- Willy Dobbe, Nederlands televisiepresentatrice
- Willy Linthout, Belgisch striptekenaar
- Willy Planckaert, Belgisch wielrenner
- Willy Polleunis, Belgische langeafstandsloper
- Willy Sommers, Belgisch zanger
- Willy Vaerewijck, Belgisch dichter en journalist
- Willy van de Kerkhof, Nederlands voetballer
- Willy van der Heide, Nederlands jeugdboekenschrijver (pseudoniem)
- Willy Vandersteen, Belgisch striptekenaar
- Willy Walden, Nederlands revueartiest
- Willy, een van de rappers van The Opposites

### Wim
Zie Wim.

## Fictieve figuren
- Bill Wemel, personage uit de Harry Potter-boekenreeks
- Billie Turf, Engels stripfiguur
- Billy (Saw), pop uit de Amerikaanse horrorfilmreeks Saw
- Billy Elliot, hoofdpersonage uit de gelijknamige Britse film
- Groundskeeper Willie, personage uit de Amerikaanse animatieserie The Simpsons
- Willie Wortel, personage uit de Donald Duckstrips
- Willy Wonka, personage uit de boeken Sjakie en de chocoladefabriek en Sjakie en de grote glazen lift

- Bill
- Bill's Food
- Bill's Gamblin' Hall & Saloon
- Bill's Tomato Game
- BillKaulitz
- BillWhelan
- Bill & Buster
- Bill & Melinda Gates Foundation
- Bill & Ted's Bogus Journey
- Bill & Ted's Excellent Adventure
- Bill (plaats)
- Bill (voornaam)
- Bill Ador
- Bill Allred
- Bill Alsup
- Bill Amesbury
- Bill Anschell
- Bill Anthony
- Bill Antonio
- Bill Arce
- Bill Aston
- Bill Atkinson
- Bill Ayers
- Bill Bailey
- Bill Bailey (Britse acteur)
- Bill Baillie
- Bill Baker
- Bill Baker (ijshockeyer)
- Bill Barberis
- Bill Barr
- Bill Barretta
- Bill Bell
- Bill Benford
- Bill Berry
- Bill Berry (drummer)
- Bill Berry (jazzmuzikant)
- Bill Beswick
- Bill Bickford
- Bill Bixby
- Bill Black
- Bill Black's Combo
- Bill Blass
- Bill Blydenstein
- Bill Bowerman
- Bill Boyd
- Bill Boyd (coureur)
- Bill Boyd (pokerspeler)
- Bill Brack
- Bill Bradley
- Bill Bradley Band
- Bill Brandt
- Bill Bright
- Bill Brooklyn
- Bill Browder
- Bill Brown
- Bill Bruford
- Bill Bryson
- Bill Buchanan
- Bill Burns
- Bill Burr
- Bill Butler
- Bill Callahan
- Bill Camp
- Bill Campbell
- Bill Campbell (pianist)
- Bill Cantrell
- Bill Canword
- Bill Carr
- Bill Cassidy
- Bill Challis
- Bill Chaloner
- Bill Charlap
- Bill Chase
- Bill Cheesbourg
- Bill Chen
- Bill Christian
- Bill Clark
- Bill Clark (basketballer)
- Bill Clark (drummer)
- Bill Cleary
- Bill Clements
- Bill Clifton
- Bill Clinton
- Bill Cobbs
- Bill Coleman
- Bill Conti
- Bill Corbett
- Bill Cosby
- Bill Craig
- Bill Crow
- Bill Cummings
- Bill Cunningham
- Bill Cunningham (modefotograaf)
- Bill Curbishley
- Bill Daley
- Bill Dance
- Bill DeMott
- Bill De Blasio
- Bill Deal & the Rhondels
- Bill Deedes
- Bill Demong
- Bill Dickens
- Bill Dijxhoorn
- Bill Dillard
- Bill Doggett
- Bill Doran
- Bill Douglass
- Bill Dowdy
- Bill Drummond
- Bill Dubuque
- Bill Duke
- Bill Dundee
- Bill Eadie
- Bill Eastwood
- Bill Edler
- Bill Elliott
- Bill English
- Bill Erwin
- Bill Evans
- Bill Evans (pianist)
- Bill Evans (saxofonist)
- Bill Fagerbakke
- Bill Fairbanks
- Bill Farmer
- Bill Foulkes
- Bill Frisell
- Bill Frist
- Bill Froberg
- Bill Gaither
- Bill Gates
- Bill Gold
- Bill Goldberg
- Bill Gormlie
- Bill Gosper
- Bill Graber
- Bill Grah
- Bill Graham
- Bill Granger
- Bill Green
- Bill Groot
- Bill Guarnere
- Bill Gunn
- Bill Gwatney
- Bill Haas
- Bill Hader
- Bill Hagerty
- Bill Haley
- Bill Haley & His Comets
- Bill Haley and His Comets
- Bill Haley and his Comets
- Bill Hamid
- Bill Hanzlik
- Bill Hardwick
- Bill Harkleroad
- Bill Harris
- Bill Harris (gitarist)
- Bill Harris (trombonist)
- Bill Haslam
- Bill Hayes
- Bill Henderson
- Bill Henderson (pianist)
- Bill Henderson (zanger)
- Bill Hickok
- Bill Hicks
- Bill Hinzman
- Bill Hogenson
- Bill Holcombe
- Bill Holland
- Bill Holman
- Bill Homeier
- Bill Horton
- Bill Horvitz
- Bill Hosket
- Bill Hosket Jr.
- Bill Hougland
- Bill Hughes
- Bill Hughes (trombonist)
- Bill Hybels
- Bill Hyndman
- Bill Irwin
- Bill Ivy
- Bill Janklow
- Bill Johnson
- Bill Johnson (alpineskiër)
- Bill Johnson (banjospeler)
- Bill Johnson (contrabassist)
- Bill Johnson (musicalacteur)
- Bill Johnson (saxofonist)
- Bill Johnson (schrijver)
- Bill Jones
- Bill Jones (folkzanger)
- Bill Jordan
- Bill Joy
- Bill Julian
- Bill Julian jr.
- Bill Justis
- Bill Kaulitz
- Bill Keenan
- Bill Kirby
- Bill Klein
- Bill Knecht
- Bill Laimbeer
- Bill Larned
- Bill Laswell
- Bill Lathouwers
- Bill Lava
- Bill Lawrence
- Bill Lawrence (producer)
- Bill Le Sage
- Bill Leader
- Bill Lee
- Bill Lennard
- Bill Lienhard
- Bill Lomas
- Bill Longmuir
- Bill Mackey
- Bill Macy
- Bill Maher
- Bill Masterton Memorial Trophy
- Bill McGarry
- Bill McKibben
- Bill McKinney
- Bill Medley
- Bill Melchionni
- Bill Miller
- Bill Miller (1912)
- Bill Miller (pianist)
- Bill Millin
- Bill Minco
- Bill Minco-lezing
- Bill Mitchell
- Bill Moggridge
- Bill Molenhof
- Bill Mollison
- Bill Monroe
- Bill Morey
- Bill Moseley
- Bill Moss
- Bill Moyers
- Bill Mulliken
- Bill Murray
- Bill Musser
- Bill Napier
- Bill Napier (klarinettist)
- Bill Nelson
- Bill Nieder
- Bill Nighy
- Bill Nilsson
- Bill Norris
- Bill Northam
- Bill Nye
- Bill O'Reilly
- Bill O'Reilly (commentator)
- Bill Paterson
- Bill Paxton
- Bill Pemberton
- Bill Perkins
- Bill Pertwee
- Bill Pickering
- Bill Prady
- Bill Pullman
- Bill Putnam
- Bill Quinn
- Bill Raisch
- Bill Ramsey
- Bill Rank
- Bill Raymond
- Bill Reid
- Bill Reid (bassist)
- Bill Reid (kunstenaar)
- Bill Rexford
- Bill Richardson
- Bill Rieflin
- Bill Ritter
- Bill Robertie
- Bill Roberts
- Bill Roberts (atleet)
- Bill Robinson
- Bill Rodgers
- Bill Roycroft
- Bill Russell
- Bill Russo
- Bill Sage
- Bill Saragih
- Bill Scanlon
- Bill Schindler
- Bill Shankly
- Bill Shepherd
- Bill Sinigal
- Bill Skarsgård
- Bill Skeat
- Bill Slater
- Bill Slater (biochemicus)
- Bill Smith
- Bill Smith (pokerspeler)
- Bill Smitrovich
- Bill Snider
- Bill Spencer jr.
- Bill Spinhoven van Oosten
- Bill Spooner
- Bill Stegmeyer
- Bill Stevenson
- Bill Stone
- Bill Sutherland
- Bill Sweeney
- Bill Takas
- Bill Tanner
- Bill Tapia
- Bill Tarmey
- Bill Taylor
- Bill Thompson
- Bill Tilden
- Bill Toomey
- Bill Tuiloma
- Bill Turner
- Bill Viola
- Bill Vukovich
- Bill W.
- Bill Walker
- Bill Walton
- Bill Ward
- Bill Warren
- Bill Watterson
- Bill Watts
- Bill Weasley
- Bill Webster
- Bill Webster (coureur)
- Bill Weld
- Bill Wemel
- Bill Wennington
- Bill Wheatley
- Bill Whelan
- Bill White
- Bill Whitehouse
- Bill Whittington
- Bill Williams River
- Bill Withers
- Bill Woodrow
- Bill Woolsey
- Bill Wyman
- Bill Wyman's Rhythm Kings
- Bill Yorzyk
- Bill and Melinda Gates Foundation
- Bill de Blasio
- Bill en Will

- Billy
- Billy, don't be a hero
- Billy-Berclau
- Billy-Berclau (Berclau) Communal Cemetery
- Billy-Berklo
- Billy-Chevannes
- Billy-Montigny
- Billy-Montigny Communal Cemetery
- Billy-le-Grand
- Billy-les-Chanceaux
- Billy-lès-Chanceaux
- Billy-sous-Mangiennes
- Billy-sous-les-Côtes
- Billy-sur-Aisne
- Billy-sur-Oisy
- Billy-sur-Ourcq
- BillyBird Hemelrijk
- BillyBird Park Hemelrijk
- Billy & Mandy
- Billy 'Sly' Williams
- Billy (Allier)
- Billy (Calvados)
- Billy (Loir-et-Cher)
- Billy (Saw)
- Billy (boekenkast)
- Billy (film)
- Billy (hond)
- Billy (voornaam)
- Billy Aaron Brown
- Billy Arnold
- Billy Ashcroft
- Billy Bakker
- Billy Bakker (hockeyer)
- Billy Bakker (mediapersoonlijkheid)
- Billy Barber
- Billy Barrix
- Billy Barty
- Billy Bathgate
- Billy Bathgate (film)
- Billy Bauer
- Billy Baxter
- Billy Beane
- Billy Bishop
- Billy Blanks
- Billy Boat
- Billy Bob Thornton
- Billy Bonds
- Billy Boy Arnold
- Billy Boyd
- Billy Boyo
- Billy Bragg
- Billy Bremner
- Billy Bremner (voetballer)
- Billy Brooks
- Billy Brooks (trompettist)
- Billy Brown
- Billy Brown (acteur)
- Billy Burke
- Billy Burke (acteur)
- Billy Burns
- Billy Butler
- Billy C. Clark
- Billy Campbell
- Billy Cannon
- Billy Casper
- Billy Celeski
- Billy Cobb
- Billy Cobb (voetballer)
- Billy Cobham
- Billy Connolly
- Billy Connolly's Route 66
- Billy Connolly: Journey to the Edge of the World
- Billy Cook
- Billy Cordell
- Billy Corgan
- Billy Cox
- Billy Craddock
- Billy Cranston
- Billy Crawford
- Billy Cristal
- Billy Crudup
- Billy Crystal
- Billy Currie
- Billy Cyrus
- Billy Dans
- Billy Darnell
- Billy Dee Williams
- Billy Devore
- Billy Drago
- Billy Drummond
- Billy Eckstine
- Billy Eichner
- Billy Elliot
- Billy Elliot (film)
- Billy Elliot (musical)
- Billy Esposo
- Billy Evans
- Billy Fiske
- Billy Fury
- Billy Garrett
- Billy Gibbons
- Billy Gibson
- Billy Gilbert
- Billy Gilman
- Billy Gilmour
- Billy Graham
- Billy Graham (worstelaar)
- Billy Gunn
- Billy Halop
- Billy Harper
- Billy Harrison
- Billy Hart
- Billy Hawks
- Billy Hayes
- Billy Henderson
- Billy Holiday
- Billy Horschel
- Billy Hotdog
- Billy Howle
- Billy Hughes
- Billy Hughes (premier van Australië)
- Billy Hunter
- Billy Hunter (voetbalcoach)
- Billy Hunter (voetballer)
- Billy Idol
- Billy J. Kramer
- Billy J. Kramer & The Dakotas
- Billy J. Kramer and the Dakotas
- Billy J. Kramer with The Dakotas
- Billy Jack
- Billy Jayne
- Billy Jean King
- Billy Jim
- Billy Joe Patton
- Billy Joe Royal
- Billy Joel
- Billy Johnson
- Billy Jones
- Billy Jones (gitarist, 1949)
- Billy Jones (voetballer)
- Billy Jones (voetballer, 1987)
- Billy Jones (zanger, 1889)
- Billy Jones (zanger, 1945)
- Billy Keller
- Billy Ketkeophomphone
- Billy Kidman
- Billy Kimball
- Billy King
- Billy Knight
- Billy Konchellah
- Billy Koumetio
- Billy Lee Riley
- Billy Liar
- Billy Lush
- Billy Lyall
- Billy Lynn's Long Halftime Walk
- Billy Mackenzie
- Billy Maddox
- Billy Madison
- Billy Magnussen
- Billy Martin
- Billy Maximiano
- Billy Maxted
- Billy May
- Billy Mays
- Billy McComiskey
- Billy McKinlay
- Billy McKinney
- Billy McKinney (basketballer)
- Billy McNeill
- Billy Mills
- Billy Mitchell
- Billy Mitchell (jazzmusicus)
- Billy Mitchell (vulkaan)
- Billy Mo
- Billy Morgan
- Billy Murray
- Billy Ocean
- Billy Paul
- Billy Piper
- Billy Preston
- Billy Ray
- Billy Ray Cyrus
- Billy Ritchie
- Billy Rixon
- Billy Rose's Jumbo
- Billy Rose Art Garden
- Billy Sands
- Billy Scott
- Billy Sharp
- Billy Sheehan
- Billy Sherrill
- Billy Sims
- Billy Stewart
- Billy Strange
- Billy Strayhorn
- Billy Swan
- Billy Talent
- Billy Talent(album)
- Billy Talent (album)
- Billy Talent II
- Billy Talent III
- Billy Taylor
- Billy Taylor (bassist)
- Billy Taylor (pianist)
- Billy The Kid
- Billy The Kill
- Billy Thomas
- Billy Tuiloma
- Billy Turf
- Billy Turf het dikste studentje ter wereld
- Billy Usselton
- Billy Vaughn
- Billy Vera
- Billy Walker
- Billy Walker (voetballer)
- Billy Walker (zanger)
- Billy Warlock
- Billy Wells
- Billy West
- Billy West (acteur)
- Billy West (stemacteur)
- Billy Wilder
- Billy Wirth
- Billy Wolfe
- Billy Wooten
- Billy Wright
- Billy Yates
- Billy Yates (muzikant)
- Billy Zane
- Billy connolly
- Billy cox
- Billy en Chuck
- Billy en Mandy
- Billy gilman
- Billy jean
- Billy mays
- Billy talent
- Billy the Cat
- Billy the Kid
- Billy the Kid (1930)
- Billy the Kid (1941)
- Billy the Kid (Henry McCarty)
- Billy the Kid (Lucky Luke)
- Billy the Kid (band)
- Billy the Kid (crimineel)
- Billy the Kid (doorverwijspagina)
- Billy the Kid (hoofdbetekenis)
- Billy the kid
- Billy van Duijl

- Pim
- Pim's
- Pim, Pam en Pluis
- Pim-Pam-Pet
- Pim-pam-pet
- Pim & Pom: Het Grote Avontuur
- Pim (Orlow Seunke)
- Pim (film)
- Pim (voornaam)
- Pim Balkestein
- Pim Bazen
- Pim Bekkering
- Pim Berkhout
- Pim Blanken
- Pim Boellaard
- Pim Bossaerts
- Pim Bouwman
- Pim Brusche
- Pim Cazemier
- Pim Dikkers
- Pim Doesburg
- Pim Fortuijn
- Pim Fortuin
- Pim Fortuyn
- Pim Fortuynplaats
- Pim Fortuynprijs
- Pim Haak
- Pim Haaksman
- Pim Heuvel
- Pim Hoekzema
- Pim Hofdorp
- Pim Hofstra
- Pim Jacobs
- Pim Jongeneel
- Pim Jungerius
- Pim Kiderlen
- Pim Kooij
- Pim Koopman
- Pim Kops
- Pim Korver
- Pim Lambeau
- Pim Lammers
- Pim Langeveld
- Pim Leefsma
- Pim Levelt
- Pim Lier
- Pim Ligthart
- Pim Lukassen
- Pim Marien
- Pim Mariën
- Pim Meurs
- Pim Muda
- Pim Mulier
- Pim Mulier stadion
- Pim Mulierstadion
- Pim Nieuwenhuis
- Pim Overzier
- Pim Pam Pet
- Pim Pandoer
- Pim Pandoer in het nauw
- Pim Pernel
- Pim Ras
- Pim Reijntjes
- Pim Reyntjes
- Pim Rietbroek
- Pim Ronhaar
- Pim Saathof
- Pim Schipper
- Pim Schoorl
- Pim Sedee
- Pim Sierks
- Pim Symoens
- Pim Van Collem
- Pim Verbeek
- Pim Veth
- Pim Visser
- Pim Vosmaer
- Pim Waldeck
- Pim Walenkamp
- Pim Walsma
- Pim Wessels
- Pim de Bruijne
- Pim de Bruyn Kops
- Pim de Pinguin
- Pim de Pinguïn
- Pim de Wolff
- Pim de la Parra
- Pim en Pom
- Pim fortuijn
- Pim pam pet
- Pim te Bokkel
- Pim ter Linde
- Pim van Alten
- Pim van Ballekom
- Pim van Boetzelaer van Oosterhout
- Pim van Collem
- Pim van Doorn
- Pim van Dord
- Pim van Galen
- Pim van Gool
- Pim van Hoeve
- Pim van Lommel
- Pim van Moorsel
- Pim van Strien
- Pim van de Meent
- Pim van den Akker
- Pim van der Harst
- Pim van der Meiden
- Pima
- Pima (Arizona)
- Pima (geslacht)
- Pima County
- Pima County (Arizona)
- Pima albiplagiatella
- Pima albocostalialis
- Pima boisduvaliella
- Pima difficilis
- Pima flavidorsella
- Pima fosterella
- Pima fulvirugella
- Pima granitella
- Pima parkerella
- Pima vividella
- Pimachrysa
- Pimachrysa albicostales
- Pimachrysa fusca
- Pimachrysa grata
- Pimachrysa intermedia
- Pimachrysa nigra
- Pimander
- Pimaphera
- Pimaphera percata
- Pimaphera sparsaria
- Pimba Kreek
- Pimbakreek
- Pimbo
- Pimea monticola
- Pimecrolimus
- Pimelabditus
- Pimelabditus moli
- Pimelea
- Pimelenotus vilsoni
- Pimeleocoris
- Pimelephila
- Pimelephila albivittalis
- Pimelephila ghesquierei
- Pimelepterus altipinnis
- Pimelepterus altipinnoides
- Pimelepterus analogus
- Pimelepterus boscii
- Pimelepterus bosquii
- Pimelepterus cinerascens
- Pimelepterus dussumieri
- Pimelepterus elegans
- Pimelepterus fallax
- Pimelepterus flavolineatus
- Pimelepterus fuscus
- Pimelepterus incisor
- Pimelepterus indicus
- Pimelepterus laevifrons
- Pimelepterus lembus
- Pimelepterus lutescens
- Pimelepterus marciac
- Pimelepterus meridionalis
- Pimelepterus ocyurus
- Pimelepterus raynaldi
- Pimelepterus sandwicensis
- Pimelepterus sydneyanus
- Pimelepterus tahmel
- Pimelepterus ternatensis
- Pimelepterus vaigiensis
- Pimelepterus waigiensis
- Pimeletropsis lateralis
- Pimelia frigida
- Pimeliet
- Pimelimyia
- Pimelinezuur
- Pimeliocoris
- Pimelles
- Pimelodela garbei
- Pimelodella
- Pimelodella altipinnis
- Pimelodella australis
- Pimelodella avanhandavae
- Pimelodella boliviana
- Pimelodella boschmai
- Pimelodella brasiliensis
- Pimelodella breviceps
- Pimelodella buckleyi
- Pimelodella chagresi
- Pimelodella chagresi odynea
- Pimelodella chaparae
- Pimelodella cochabambae
- Pimelodella coguetaensis
- Pimelodella conquetaensis
- Pimelodella copei
- Pimelodella cristata
- Pimelodella cruxenti
- Pimelodella cyanostigma
- Pimelodella dorseyi
- Pimelodella eigenmanni
- Pimelodella eigenmanniorum
- Pimelodella elongata
- Pimelodella enochi
- Pimelodella eutaenia
- Pimelodella figueroai
- Pimelodella garbei
- Pimelodella geryi
- Pimelodella gracilis
- Pimelodella griffini
- Pimelodella grisea
- Pimelodella hartii
- Pimelodella hartti
- Pimelodella harttii
- Pimelodella hartwelli
- Pimelodella hasemani
- Pimelodella howesi
- Pimelodella ignobilis
- Pimelodella imitator
- Pimelodella insignis
- Pimelodella itapicuruensis
- Pimelodella kronei
- Pimelodella lateristriga
- Pimelodella lateristriga kronei
- Pimelodella laticeps
- Pimelodella laticeps australis
- Pimelodella laurenti
- Pimelodella leptosoma
- Pimelodella linami
- Pimelodella longipinnis
- Pimelodella macrocephala
- Pimelodella macturki
- Pimelodella marthae
- Pimelodella martinezi
- Pimelodella meeki
- Pimelodella meesi
- Pimelodella megalops
- Pimelodella megalura
- Pimelodella metae
- Pimelodella modesta
- Pimelodella modestus
- Pimelodella montana
- Pimelodella mucosa
- Pimelodella nigrofasciata
- Pimelodella notomelas
- Pimelodella odynea
- Pimelodella ophthalmica
- Pimelodella pallida
- Pimelodella papariae
- Pimelodella pappenheimi
- Pimelodella parnahybae
- Pimelodella parva
- Pimelodella pectinifer
- Pimelodella pectinifera
- Pimelodella peruana
- Pimelodella peruense
- Pimelodella peruensis
- Pimelodella picta
- Pimelodella pictus
- Pimelodella procera
- Pimelodella rambarrani
- Pimelodella rendahli
- Pimelodella reyesi
- Pimelodella robinsoni
- Pimelodella roccae
- Pimelodella rudolphi
- Pimelodella serrata
- Pimelodella spelaea
- Pimelodella steindachneri
- Pimelodella taeniophora
- Pimelodella taenioptera
- Pimelodella tapatapae
- Pimelodella transitoria
- Pimelodella vittata
- Pimelodella wesselii
- Pimelodella witmeri
- Pimelodella wolfi
- Pimelodella yuncensis
- Pimelodes filamentosus
- Pimelodes lateristrigus
- Pimelodes macropterus
- Pimelodidae
- Pimelodina
- Pimelodina flavipinnis
- Pimelodina goeldii
- Pimelodina nasus
- Pimelodus
- Pimelodus absconditus
- Pimelodus albicans
- Pimelodus albidus
- Pimelodus albofasciatus
- Pimelodus altipinnis
- Pimelodus altissimus
- Pimelodus angius
- Pimelodus aor
- Pimelodus arekaima
- Pimelodus argenteus
- Pimelodus argentinus
- Pimelodus argius
- Pimelodus arius
- Pimelodus asperus
- Pimelodus atrarius
- Pimelodus atrobrunneus
- Pimelodus auratus
- Pimelodus bagarius
- Pimelodus balayi
- Pimelodus ballayi
- Pimelodus barbancho
- Pimelodus barbus
- Pimelodus baronismuelleri
- Pimelodus batasio
- Pimelodus bathyurus
- Pimelodus biscutatus
- Pimelodus blochi
- Pimelodus blochii
- Pimelodus borneensis
- Pimelodus botius
- Pimelodus boucardi
- Pimelodus brachycephalus
- Pimelodus brachypterus
- Pimelodus brasiliensis
- Pimelodus breviceps
- Pimelodus brevis
- Pimelodus britskii
- Pimelodus buckleyi
- Pimelodus bufonius
- Pimelodus carcio
- Pimelodus carnaticus
- Pimelodus catus
- Pimelodus cavasius
- Pimelodus cavia
- Pimelodus cenia
- Pimelodus chagresi
- Pimelodus chandramara
- Pimelodus charus
- Pimelodus cinerascens
- Pimelodus clarias
- Pimelodus clarias clarias
- Pimelodus clarias coprophagus
- Pimelodus clarias maculatus
- Pimelodus commersonii
- Pimelodus conirostris
- Pimelodus conta
- Pimelodus coprophagus
- Pimelodus coruscans

- Wil
- Wil (Aargau)
- Wil (Nederlands recht)
- Wil (Sankt Gallen)
- Wil (Zürich)
- Wil (begrip)
- Wil (district)
- Wil (gemeente)
- Wil (recht)
- Wil (voornaam)
- Wil Albeda
- Wil Besseling
- Wil Bexterman
- Wil Boessen
- Wil Burgmeijer
- Wil Conrad
- Wil De Bras
- Wil Derkse
- Wil Dijkstra
- Wil Eisner
- Wil Fruytier
- Wil Fruytier-van der Lande
- Wil Geraedts
- Wil Haggenburg-trofee
- Wil Hartog
- Wil Haverlag
- Wil Hordijk
- Wil Horneff
- Wil Houben
- Wil Houwers
- Wil Hulshof-van Montfoort
- Wil Huygen
- Wil Jacobs
- Wil Jacobs (dirigent)
- Wil Jacobs (handballer)
- Wil Je Niet Nog 1 Nacht
- Wil Johnson
- Wil Laseur
- Wil Leenders
- Wil Lofy
- Wil Lust
- Wil Mannesse
- Wil Merkies
- Wil Raymakers
- Wil Reuter
- Wil Roebroeks
- Wil Rutten
- Wil Saer
- Wil Schackmann
- Wil Schuurman
- Wil Snoeck Henkemans-Bruijnes
- Wil Theunissen
- Wil Tirion
- Wil Trapp
- Wil Traval
- Wil Turner
- Wil Velders-Vlasblom
- Wil Vening
- Wil Waardenburg
- Wil Wheaton
- Wil Wilbers
- Wil Willems
- Wil de Beer
- Wil de Bie
- Wil de Bras
- Wil de Graaffbrug
- Wil de Krokodil
- Wil de Laat
- Wil de Smet
- Wil de Visser
- Wil de Vlam
- Wil de Vrey-Vringer
- Wil den Hollander
- Wil je me charmeren
- Wil je niet nog 1 nacht
- Wil merkies
- Wil niet dat je weggaat
- Wil tot leven
- Wil tot macht
- Wil van Beveren
- Wil van Beveren (junior)
- Wil van Beveren (senior)
- Wil van Gelder
- Wil van God
- Wil van Gogh
- Wil van Helvoirt
- Wil van Kralingen
- Wil van Pinxteren
- Wil van Selst
- Wil van Soest
- Wil van Wees
- Wil van Zeeland
- Wil van den Berg
- Wil van den Berg (burgemeester)
- Wil van den Bos
- Wil van der Aalst
- Wil van der Meer
- Wil van selst
- Wila
- Wilaard
- Wiladeg
- Wilalung
- Wilamowice
- Wilamowice (gemeente)
- Wilanagara
- Wilangan
- Wilangan (Sambit)
- Wilangan (Wilangan)
- Wilanow
- Wilanowpaleis
- Wilant van Gils
- Wilanów
- Wilanów (Warschau)
- Wilanówpaleis
- Wilaya
- Wilaya Al-Andalus
- Wilayat
- Wilayu
- Wilayut
- Wilbarger County
- Wilbarger County (Texas)
- Wilbarston
- Wilbee
- Wilber
- Wilber (Nebraska)
- Wilber Morris
- Wilber Pan
- Wilber pan
- Wilberforce
- Wilberforce (Ohio)
- Wilberfoss
- Wilbers-Wil
- Wilbert Baranco
- Wilbert Bulsink
- Wilbert Ellis
- Wilbert Gieske
- Wilbert Harrison
- Wilbert Hetterscheid
- Wilbert L.A. Hetterscheid
- Wilbert Leonard Anna Hetterscheid
- Wilbert Longmire
- Wilbert Paulissen
- Wilbert Pennings
- Wilbert Plijnaar
- Wilbert Roget II
- Wilbert Schreurs
- Wilbert Seuren
- Wilbert Stolte
- Wilbert Suvrijn
- Wilbert Vere Awdry
- Wilbert Willems
- Wilbert bulsink
- Wilbert de Joode
- Wilbertoord
- Wilbich
- Wilbinga
- Wilbinus Hendrik Coenraad Smit
- Wilbraham & Monson
- Wilbraham & Monson Academy
- Wilbraham Academy
- Wilbraham and Monson Academy
- Wilbrand I van Loccum-Hallermund
- Wilbrand van Oldenburg
- Wilbrinkbos
- Wilbur
- Wilbur (Washington)
- Wilbur Bascomb
- Wilbur Campbell
- Wilbur De Paris
- Wilbur Harden
- Wilbur Little
- Wilbur Louis Ross
- Wilbur Louis Ross jr.
- Wilbur M. Smith
- Wilbur McKinley
- Wilbur Moorehead Smith
- Wilbur Park
- Wilbur Park (Missouri)
- Wilbur Ross
- Wilbur Scoville
- Wilbur Shaw
- Wilbur Smith
- Wilbur Smith (schrijver)
- Wilbur Soot
- Wilbur Sweatman
- Wilbur Thompson
- Wilbur Ware
- Wilbur Wright
- Wilbur en Mimosa
- Wilbur en Orville Wright
- Wilburgstetten
- Wilburt Need
- Wilburton
- Wilburton (Engeland)
- Wilburton (Oklahoma)
- Wilburton Number One
- Wilburton Number One (Pennsylvania)
- Wilburton Number Two
- Wilburton Number Two (Pennsylvania)
- Wilby
- Wilby (Norfolk)
- Wilby (Northamptonshire)
- Wilby (Suffolk)
- Wilcamayu
- Wilcannia
- Wilchar
- Wilchingen
- Wilck
- Wilck en Wiericke
- Wilco
- Wilco (band)
- Wilco (motorfiets)
- Wilco (voornaam)
- Wilco Holdinga Lycklama a Nijeholt
- Wilco Holdinga Lycklama à Nijeholt
- Wilco Jiskoot
- Wilco Jiskoot (bankier)
- Wilco Jiskoot (verzetsstrijder)
- Wilco Kelderman
- Wilco Klop
- Wilco Krimp
- Wilco Viets
- Wilco Zeelenberg
- Wilco Zuijderwijk
- Wilco Zuyderwijk
- Wilco thoe Schwartzenberg en Hohenlansberg
- Wilco van Buuren
- Wilco van Herpen
- Wilco van Kleef
- Wilco van Rooijen
- Wilco van Schaik
- Wilcote
- Wilcox
- Wilcox (Nebraska)
- Wilcox County
- Wilcox County (Alabama)
- Wilcox County (Georgia)
- Wilcoxia
- Wilcoxia cinerea
- Wilcoxia martinorum
- Wilcoxia monae
- Wilcoxia painteri
- Wilcoxia pollinosa
- Wilcoxina
- Wilcoxius
- Wilcoxius acutulus
- Wilcoxius bullatus
- Wilcoxius caputitis
- Wilcoxius crenus
- Wilcoxius juventus
- Wilcoxius loewi
- Wilcoxius planus
- Wilcoxius ramsdeni
- Wilcoxius similis
- Wilcoxius truncus
- Wilcoxius tumidus
- Wilcoxon
- Wilcoxon-toets
- Wilcoxontoets
- Wilczeta
- Wilczyce
- Wilczyce (gemeente)
- Wilczyce (Święty Krzyż)
- Wilczyn
- Wilczyn (Groot-Polen)
- Wilczyn (gemeente)
- Wilczęta
- Wilczęta (gemeente)
- Wild
- Wild- en rijngraafschap Salm-Dhaun
- Wild- und Freizeitpark Klotten
- Wild-card
- Wild-type
- WildCat
- WildFly
- Wild & Woolly
- Wild & Woolly (1917)
- Wild & Woolly (film uit 1917)
- Wild 'N Out
- Wild (2014)
- Wild (2016)
- Wild (album)
- Wild (doorverwijspagina)
- Wild (film)
- Wild (hoofdbetekenis)
- Wild (rivier)
- Wild (single)
- Wild About Safety
- Wild Atlantic Way
- Wild Beasts
- Wild Bight
- Wild Bill
- Wild Bill (1995)
- Wild Bill (2011)
- Wild Bill (2012)
- Wild Bill (film uit 1995)
- Wild Bill (film uit 2011)
- Wild Bill Davis
- Wild Bill Davison
- Wild Bill Hickock
- Wild Bill Hickok
- Wild Bill Moore
- Wild Bill is vermoord
- Wild Boys of the Road
- Wild Card
- Wild Card (ReVamp album)
- Wild Cherry
- Wild Child
- Wild Child (The Black Keys)
- Wild Child (band)
- Wild Child (film)
- Wild China
- Wild Coast Sun Country Club
- Wild Company
- Wild Dances
- Wild Dances (album)
- Wild Dances (single)
- Wild Energy
- Wild Energy. Amazonka. Wild Dances.
- Wild Energy (album)
- Wild Eyed Boy from Freecloud
- Wild FM
- Wild Flowers
- Wild Force Power Rangers
- Wild Geraas
- Wild Geraas (Jochem van Gelder)
- Wild Geraas (album)
- Wild Geraas (boek)
- Wild Girl
- Wild Grey Ocean
- Wild Harvest
- Wild Hearts
- Wild Hearts (Di-rect)
- Wild Hearts (nummer)
- Wild Hitradio
- Wild Hogs
- Wild Honey Inn
- Wild Honey Pie
- Wild Horse Mesa
- Wild Horse Mesa (1932)
- Wild Horses
- Wild Horses (1985)
- Wild Horses (Amerikaanse band)
- Wild Horses (Beverly Hills, 90210)
- Wild Horses (Gino Vannelli)

- Wilhelm
- Wilhelm-Busch-Museum
- Wilhelm-Ernst-Gymnasium
- Wilhelm-Ernst Oorlogskruis
- Wilhelm-Ernst Oorlogskruis (Groothertogdom Saksen)
- Wilhelm-Friedemann-Bach-Haus
- Wilhelm-Galerie
- Wilhelm-Koch-Stadion
- Wilhelm-Orde
- Wilhelm-Raabe-Preis
- Wilhelm (volkslied)
- Wilhelm (voornaam)
- Wilhelm 2
- Wilhelm 2 van duitsland
- Wilhelm A. Barthlott
- Wilhelm Ackermann
- Wilhelm Adam
- Wilhelm Adolf van Wied
- Wilhelm Adolph Maximilian Carl von Wied
- Wilhelm Adolph Maximilian Carl zu Wied
- Wilhelm Albert
- Wilhelm Aloys Bos
- Wilhelm Anton Staerk
- Wilhelm Anton Stark
- Wilhelm Anton Stärk
- Wilhelm Artur Albrecht
- Wilhelm August Spengler
- Wilhelm Backhaus
- Wilhelm Barthlott
- Wilhelm Batz
- Wilhelm Bauer
- Wilhelm Bauer (historicus)
- Wilhelm Bauer (onderzeeboot)
- Wilhelm Bauer (schip, 1945)
- Wilhelm Bauer (uitvinder)
- Wilhelm Baumann
- Wilhelm Bendz
- Wilhelm Berndt
- Wilhelm Bittrich
- Wilhelm Blaschke
- Wilhelm Blasius
- Wilhelm Boger
- Wilhelm Boissevain
- Wilhelm Braune
- Wilhelm Breckvelt
- Wilhelm Breekvelt
- Wilhelm Brinkmann
- Wilhelm Burgdorf
- Wilhelm Busch
- Wilhelm Canaris
- Wilhelm Canword
- Wilhelm Carl Hartwig Peters
- Wilhelm Caspar Escher
- Wilhelm Christiaan Constant Bleckmann
- Wilhelm Christiaan Nieuwenhuijzen
- Wilhelm Conrad Rontgen
- Wilhelm Conrad Röntgen
- Wilhelm Cuno
- Wilhelm Denifl
- Wilhelm Dilthey
- Wilhelm Dittenberger
- Wilhelm Dittmann
- Wilhelm Doerpfeld
- Wilhelm Dorpfeld
- Wilhelm Dörpfeld
- Wilhelm Ebstein
- Wilhelm Edmund Mengelberg
- Wilhelm Eduard Albrecht
- Wilhelm Eduard Ruhmann
- Wilhelm Eduard Rühmann
- Wilhelm Eduard Weber
- Wilhelm Egger
- Wilhelm Egon von Fürstenberg
- Wilhelm Ekensskär
- Wilhelm Ellis
- Wilhelm Erb
- Wilhelm Ernst van Saksen
- Wilhelm Ernst van Saksen-Weimar
- Wilhelm Ernst van Saksen-Weimar-Eisenach
- Wilhelm F. Kretschmer
- Wilhelm Falley
- Wilhelm Ferdinand Erichson
- Wilhelm Filchner
- Wilhelm Florentin von Salm-Salm
- Wilhelm Fraenger
- Wilhelm Freddie
- Wilhelm Frick
- Wilhelm Fried
- Wilhelm Friedemann Bach
- Wilhelm Friedrich Benedikt Hofmeister
- Wilhelm Friedrich Graf von Redern
- Wilhelm Friedrich Heinrich von Wied
- Wilhelm Friedrich Hertenstein
- Wilhelm Friedrich Norbisrath
- Wilhelm Friedrich Wieprecht
- Wilhelm Friedrich de Gaay Fortman
- Wilhelm Friedrich von Redern
- Wilhelm Furtwaengler
- Wilhelm Furtwangler
- Wilhelm Furtwängler
- Wilhelm G. Sebold
- Wilhelm Gelotte
- Wilhelm Gesenius
- Wilhelm Gisi
- Wilhelm Goecke
- Wilhelm Gottlieb Hauff
- Wilhelm Gottlieb Hauff (1750-1816)
- Wilhelm Gottlieb Hauff (1793-1858)
- Wilhelm Gottlieb Schneider
- Wilhelm Grewe
- Wilhelm Grimm
- Wilhelm Grimm (politicus)
- Wilhelm Groener
- Wilhelm Groner
- Wilhelm Gröner
- Wilhelm Gustloff
- Wilhelm Gustloff (schip)
- Wilhelm Gustloff (schip, 1938)
- Wilhelm Göcke
- Wilhelm Haberzettl
- Wilhelm Haferkamp
- Wilhelm Hamacher
- Wilhelm Hambüchen
- Wilhelm Hardt
- Wilhelm Harloff
- Wilhelm Harster
- Wilhelm Hasse
- Wilhelm Hauff
- Wilhelm Heckmann
- Wilhelm Heinrich Christian Santelmann
- Wilhelm Heinrich Christoph Schmölling
- Wilhelm Heinrich Ferdinand Vogel
- Wilhelm Heinrich Riehl
- Wilhelm Heinrich Wackenroder
- Wilhelm Heinrich Walter Baade
- Wilhelm Helenus van Vloten
- Wilhelm Hellweg
- Wilhelm Hemprich
- Wilhelm Herman Daniel Quarles van Ufford
- Wilhelm Herman Daniël Quarles van Ufford
- Wilhelm Hermannus Kerkhoven
- Wilhelm Herschel
- Wilhelm Hertenstein
- Wilhelm Herz
- Wilhelm Hillebrand
- Wilhelm His
- Wilhelm His, 1831
- Wilhelm His (1831-1904)
- Wilhelm Hofmeister
- Wilhelm Holtz
- Wilhelm Holzbauer
- Wilhelm Huck
- Wilhelm Huxhorn
- Wilhelm I
- Wilhelm II
- Wilhelm II (Duitsland)
- Wilhelm II van Duitsland
- Wilhelm II van Pruisen
- Wilhelm II van Wurttemberg
- Wilhelm II van Württemberg
- Wilhelm II van het Duitse Rijk
- Wilhelm IV van Beieren
- Wilhelm I van Duitsland
- Wilhelm I van Pruisen
- Wilhelm I van Wurttemberg
- Wilhelm I van Württemberg
- Wilhelm I van het Duitse Rijk
- Wilhelm Ingves
- Wilhelm Ivens
- Wilhelm Jan Cornelis Creutz Lechleitner
- Wilhelm Johann Martin Gisi
- Wilhelm Johannes Mennes
- Wilhelm Jonker
- Wilhelm Jordan
- Wilhelm Joseph Francotte
- Wilhelm Junk
- Wilhelm Junker
- Wilhelm Kage
- Wilhelm Karl Friedrich Peter van Bylandt
- Wilhelm Karl Werner Wien
- Wilhelm Karl von Isenburg
- Wilhelm Karmann
- Wilhelm Keilhaus
- Wilhelm Keim
- Wilhelm Keitel
- Wilhelm Keller
- Wilhelm Kempff
- Wilhelm Keppler
- Wilhelm Kernen
- Wilhelm Kienzl
- Wilhelm Killing
- Wilhelm Kisch
- Wilhelm Klaus Norbert Schmelzer
- Wilhelm Kloed
- Wilhelm Kment
- Wilhelm Knappich
- Wilhelm Knop
- Wilhelm Koerner
- Wilhelm Korner
- Wilhelm Kreis
- Wilhelm Kritzinger
- Wilhelm Kroll
- Wilhelm Kuby
- Wilhelm Kuelz
- Wilhelm Kuepper
- Wilhelm Kuhweide
- Wilhelm Kulz
- Wilhelm Kupper
- Wilhelm Kåge
- Wilhelm Körner
- Wilhelm Külz
- Wilhelm Küpper
- Wilhelm Lachnit
- Wilhelm Lamszus
- Wilhelm Langheinrich jr.
- Wilhelm Legrand
- Wilhelm Lehmbruck
- Wilhelm Leibl
- Wilhelm Lenz
- Wilhelm Leonard Andre du Celliee Muller
- Wilhelm Leonard André du Celliée Muller
- Wilhelm Liebknecht
- Wilhelm Liljeborg
- Wilhelm Lilljeborg
- Wilhelm Lindemann
- Wilhelm List
- Wilhelm Lohmeyer
- Wilhelm Lohse
- Wilhelm Lucas von Cranach
- Wilhelm Ludecke
- Wilhelm Lukas von Cranach
- Wilhelm Lüdecke
- Wilhelm Marie Hennings
- Wilhelm Marr
- Wilhelm Marschall
- Wilhelm Marstrand
- Wilhelm Martin
- Wilhelm Martin (atleet)
- Wilhelm Martin (kunsthistoricus)
- Wilhelm Marx
- Wilhelm Matthias Naeff
- Wilhelm Matthießen
- Wilhelm Maybach
- Wilhelm Meise
- Wilhelm Meisters leerjaren
- Wilhelm Menne
- Wilhelm Meyer-Lubke
- Wilhelm Meyer-Lübke
- Wilhelm Miklas
- Wilhelm Mohnke
- Wilhelm Molly
- Wilhelm Molterer
- Wilhelm Morgner
- Wilhelm Mueller
- Wilhelm Muller
- Wilhelm Murr
- Wilhelm Müller
- Wilhelm Müller (dichter)
- Wilhelm Müller (handballer)
- Wilhelm Neveling
- Wilhelm Noll
- Wilhelm Nolte
- Wilhelm Normann
- Wilhelm Noë
- Wilhelm Oechsli
- Wilhelm Ohnesorge
- Wilhelm Olbers
- Wilhelm Orde
- Wilhelm Ostwald
- Wilhelm Oswald Lohse
- Wilhelm Paul Carl Heinrich Graaf von Taubenheim
- Wilhelm Peter Eduard Simon Ruppell
- Wilhelm Peter Eduard Simon Rüppell;
- Wilhelm Peters
- Wilhelm Peters (Psychologe)
- Wilhelm Peters (psycholoog)
- Wilhelm Philipp Schimper
- Wilhelm Philippe Schimper
- Wilhelm Pieck
- Wilhelm Pochmann
- Wilhelm Popp
- Wilhelm Raabe
- Wilhelm Raithel
- Wilhelm Rediess
- Wilhelm Reich
- Wilhelm Reinhard
- Wilhelm Reinhard (SS-generaal)
- Wilhelm Reinier Hauff
- Wilhelm Richters
- Wilhelm Ritter von Leeb
- Wilhelm Ritter von Thoma
- Wilhelm Ritterbusch
- Wilhelm Robustelly
- Wilhelm Roentgen
- Wilhelm Roepke
- Wilhelm Rollmann
- Wilhelm Rongten
- Wilhelm Rontgen
- Wilhelm Ropke
- Wilhelm Rosingh
- Wilhelm Rottger
- Wilhelm Roux' Archiv fur Entwicklungsmechanik der Organismen
- Wilhelm Roux' Archives of Developmental Biology
- Wilhelm Roux’ Archiv für Entwicklungsmechanik der Organismen
- Wilhelm Roux’ Archives of Developmental Biology
- Wilhelm Ruetter
- Wilhelm Ruppert
- Wilhelm Rust
- Wilhelm Rustow
- Wilhelm Rutter
- Wilhelm Rädecker
- Wilhelm Röngten
- Wilhelm Röntgen
- Wilhelm Röpke
- Wilhelm Rösingh
- Wilhelm Röttger
- Wilhelm Rüstow
- Wilhelm Rütter
- Wilhelm S
- Wilhelm S.
- Wilhelm Sasnal
- Wilhelm Schepmann
- Wilhelm Schickard
- Wilhelm Schippers
- Wilhelm Schlegel
- Wilhelm Schlumberger
- Wilhelm Schmidt
- Wilhelm Schmidt (taalkundige)
- Wilhelm Schneckenburger
- Wilhelm Schraml
- Wilhelm Schubert van Ehrenberg
- Wilhelm Schwar
- Wilhelm Sieger
- Wilhelm Siegmund Teuffel
- Wilhelm Simetsreiter
- Wilhelm Solf
- Wilhelm Souchon
- Wilhelm Speidel
- Wilhelm Spiegel
- Wilhelm Steinitz
- Wilhelm Stemmermann
- Wilhelm Stenhammar
- Wilhelm Streitberg
- Wilhelm Stuckart
- Wilhelm Suss

- Will
- Will.I.Am
- Will.i.am
- Will & Grace
- Will Alsop
- Will And The People
- Will Arnett
- Will Baker
- Will Bakker
- Will Barton
- Will Boessen
- Will Bradley
- Will Bradley (bandleider)
- Will Brandes
- Will Bratt
- Will Bruell
- Will Bruin
- Will Brull
- Will Brüll
- Will Buckley
- Will Calhoun
- Will Champion
- Will Chase
- Will Clarke
- Will Claye
- Will Coste
- Will County
- Will County (Illinois)
- Will Dahlem
- Will Davison
- Will Denton
- Will Donaldson
- Will Downing
- Will Eisner
- Will Eisner's The Spirit
- Will Eisner-award
- Will Estes
- Will Fanta
- Will Farquarson
- Will Ferdy
- Will Ferrell
- Will Fish
- Will Forte
- Will Friedle
- Will G. Gilbert
- Will Geer
- Will Geraedts
- Will Gluck
- Will Grigg
- Will Gunnewegh
- Will Harvey
- Will Harvey's Zany Golf
- Will Haven
- Will Hay
- Will Heard
- Will Hoebee
- Will Houston
- Will Hughes
- Will I
- Will I?
- Will Janowitz
- Will Jansen
- Will Jennings
- Will Johnson
- Will Johnson (politicus)
- Will Johnson (voetballer)
- Will Jordan
- Will Keane
- Will Keith Kellogg
- Will Kellermann
- Will Kesseler
- Will Koopman
- Will Kymlicka
- Will Lammert
- Will Lee
- Will Leeuwens
- Will Leewens
- Will Luikinga
- Will Lyman
- Will Malone
- Will Marie Otto
- Will Marion Cook
- Will Mellor
- Will Merrick
- Will Michiels
- Will Munson
- Will Ogrinc
- Will Oldham
- Will Osborne
- Will Otto
- Will Owsley
- Will Oyowe
- Will Packwood
- Will Palmer
- Will Patton
- Will Peltz
- Will Poulter
- Will Power
- Will Rendle
- Will Robson Emilio Andrade
- Will Routley
- Will Sampson
- Will Sanders
- Will Satch
- Will Scarlet
- Will Scarlett
- Will Schaefer
- Will Schuester
- Will Shortz
- Will Simon
- Will Simpson
- Will Skaggs
- Will Smith
- Will Smith (acteur)
- Will Smith (doorverwijspagina)
- Will Solomon
- Will Spoor
- Will Stevens
- Will Stevens (autocoureur)
- Will Stewart
- Will Still
- Will Success Spoil Rock Hunter?
- Will Tell
- Will Theunissen
- Will Thorp
- Will To Love
- Will Todd
- Will Truman
- Will Tura
- Will Turner
- Will Verkerk
- Will Vodery
- Will We Be Lovers
- Will We Talk?
- Will Wheaton
- Will Wissink
- Will Wright
- Will Wright (acteur)
- Will Wright (computerspelontwerper)
- Will You?
- Will You Be There
- Will You Love Me Tomorrow
- Will You Still Love Me?
- Will You Still Love Me Tomorrow
- Will Young
- Will Yun Lee
- Will Zalatoris
- Will and Grace
- Will and the People
- Will de Laat
- Will denton
- Will haven
- Will of the People
- Will of the People (album)
- Will of the People (single)
- Will the Real Martian Please Stand Up?
- Will there be a time
- Will to Love
- Will to love
- Will to love (Neil Young)
- Will van Kralingen
- Will van Rhee
- Will van Selst
- Will van Woerkum
- Will van Zeeland
- Will you love me tomorrow
- Will you still love me tomorrow
- Willa Cather
- Willa Fitzgerald
- Willa Holland
- Willa Sibert Cather
- Willa Siebert Cather
- Willa van Bourgondië
- Willacoochee
- Willacoochee (Georgia)
- Willacy County
- Willacy County (Texas)
- Willadingen
- Willaert
- Willam
- Willam Belli
- Willamaci
- Willamar
- Willamar (Texas)
- Willamette
- Willamette-vallei
- Willamette (hop)
- Willamette (rivier)
- Willamette Valley
- Willamina
- Willamina (Oregon)
- Willancourt
- Willand
- Willandra
- Willandramerengebied
- Willanzheim
- Willard
- Willard's Whizzer
- Willard (Kansas)
- Willard (Missouri)
- Willard (New Mexico)
- Willard (Ohio)
- Willard (Utah)
- Willard (boek)
- Willard Bowsky
- Willard Boyle
- Willard Cantrell
- Willard Frank Libby
- Willard Gibbs
- Willard Grant Conspiracy
- Willard Hotel
- Willard Huntington Wright
- Willard I. Musser
- Willard InterContinental Washington
- Willard Isaac Musser
- Willard Leroy Metcalf
- Willard Libby
- Willard Manus
- Willard McDaniel
- Willard Metcalf
- Willard S. Boyle
- Willard Schmidt
- Willard Sterling Boyle
- Willard Van Orman Quine
- Willard Wirtz
- Willard van Ornam Quine
- Willardhotel
- Willardia
- Willardia caicosensis
- Willards
- Willards (Maryland)
- Willards fiskaal
- Willas Tyrel
- Willas Tyrell
- Willaston
- Willaupuis
- Willburton
- Willcocks' honingspeurder
- Willcox
- Willcox (Arizona)
- Willcoxia magnopunctata
- Willd.
- Willdenow
- Willdenowia
- Wille & the Bandits
- Willebadessen
- Willebaud
- Willebrandt van Oldenburg
- Willebringen
- Willebroek
- Willebroek-Stad
- Willebroek (kanton)
- Willebroeksche SV
- Willebroekse SV
- Willebroekse Sportvereniging
- Willebroekse Vaart
- Willebroekse vaart
- Willebrord-Ange de Neunheuser
- Willebrord Nieuwenhuis
- Willebrord Snel
- Willebrord Snel van Royen
- Willebrord Snell
- Willebrord Snell van Royen
- Willebrord Snellius
- Willebrordus Naessens
- Willebrordus Verhoeven
- Willebrordvertaling
- Willehad
- Willehadus
- Willehalm
- Willeke
- Willeke (stripreeks)
- Willeke Alberti
- Willeke Brouwer
- Willeke Knol
- Willeke Smits
- Willeke van Ammelrooij
- Willeke van Ammelrooy
- Willeke van Benthem
- Willeke van der Weide
- Willekensberg
- Willekensberg - Lummens Broek
- Willekeur
- Willekeur (recht)
- Willekeurig
- Willekeurig zenuwstelsel
- Willekeurige arrestatie
- Willekeurige detentie
- Willekeurige gevangenneming
- Willekeurige gevolgtrekking
- Willekeurige verbanning
- Willekeurige zenuwstelsel
- Willelmus Bona Amina
- Willem
- Willem, hertog van Gloucester
- Willem-Adriaanpolder
- Willem-Albert van Grysperre
- Willem-Alexander
- Willem-Alexander, Prins der Nederlanden
- Willem-Alexander, Prins van Oranje-Nassau
- Willem-Alexander, prins van Oranje
- Willem-Alexander Baan
- Willem-Alexander Centrale
- Willem-Alexander der Nederlanden
- Willem-Alexander van Nederland
- Willem-Alexander van Oranje-Nassau
- Willem-Alexanderbaan
- Willem-Alexanderboom
- Willem-Frederik Schiltz
- Willem-Hendrik Hoffrogge
- Willem-Hendrik Schukking
- Willem-Hendrikspolder
- Willem-Jacob Herreyns
- Willem-Jan Holsboer
- Willem-Jan Neutelings
- Willem-Jan Schuttevaer
- Willem-Jan Thijssen
- Willem-Jan van Loenhout
- Willem-Jordan
- Willem-Jozef de Looz-Corswarem
- Willem-Karel Dicke
- Willem-Leopoldpolder
- Willem-Lodewijk van Tillet
- Willem-Sophia
- Willem1
- WillemJantje
- Willem (Frankrijk)
- Willem (Nederland)
- Willem (Wim) Wissing
- Willem (single)
- Willem (stripauteur)
- Willem (stripauteur )
- Willem (voornaam)
- Willem 1
- Willem 2
- Willem 3
- Willem 5
- Willem 6
- Willem A. Visser 't Hooft
- Willem A. van der Kloot
- Willem Aantjes
- Willem Aarnoud van Citters
- Willem Abma
- Willem Abraham Wijthoff
- Willem Abraham Wythoff

- Willem
- Willem, hertog van Gloucester
- Willem-Adriaanpolder
- Willem-Albert van Grysperre
- Willem-Alexander
- Willem-Alexander, Prins der Nederlanden
- Willem-Alexander, Prins van Oranje-Nassau
- Willem-Alexander, prins van Oranje
- Willem-Alexander Baan
- Willem-Alexander Centrale
- Willem-Alexander der Nederlanden
- Willem-Alexander van Nederland
- Willem-Alexander van Oranje-Nassau
- Willem-Alexanderbaan
- Willem-Alexanderboom
- Willem-Frederik Schiltz
- Willem-Hendrik Hoffrogge
- Willem-Hendrik Schukking
- Willem-Hendrikspolder
- Willem-Jacob Herreyns
- Willem-Jan Holsboer
- Willem-Jan Neutelings
- Willem-Jan Schuttevaer
- Willem-Jan Thijssen
- Willem-Jan van Loenhout
- Willem-Jordan
- Willem-Jozef de Looz-Corswarem
- Willem-Karel Dicke
- Willem-Leopoldpolder
- Willem-Lodewijk van Tillet
- Willem-Sophia
- Willem1
- WillemJantje
- Willem (Frankrijk)
- Willem (Nederland)
- Willem (Wim) Wissing
- Willem (single)
- Willem (stripauteur)
- Willem (stripauteur )
- Willem (voornaam)
- Willem 1
- Willem 2
- Willem 3
- Willem 5
- Willem 6
- Willem A. Visser 't Hooft
- Willem A. van der Kloot
- Willem Aantjes
- Willem Aarnoud van Citters
- Willem Abma
- Willem Abraham Wijthoff
- Willem Abraham Wythoff
- Willem Abraham de Wijn
- Willem Adams
- Willem Adelin
- Willem Adolf van Nassau-Usingen
- Willem Adolf van Wied
- Willem Adolfs
- Willem Adolph Visser 't Hooft
- Willem Adriaan Alexander Liernur
- Willem Adriaan Beelaerts van Blokland
- Willem Adriaan Bergsma
- Willem Adriaan Bonger
- Willem Adriaan Hoen
- Willem Adriaan II van Horne
- Willem Adriaan II van Nassau-LaLecq
- Willem Adriaan I van Horne
- Willem Adriaan I van Nassau-LaLecq
- Willem Adriaan Johan Visser
- Willem Adriaan Maria van de Ven
- Willem Adriaan Nicola
- Willem Adriaan de Looze
- Willem Adriaan van Hoensbroeck
- Willem Adriaan van Horne
- Willem Adriaan van Hornes
- Willem Adriaan van Konijnenburg
- Willem Adriaan van Nassau
- Willem Adriaan van Nassau-LaLecq
- Willem Adriaan van Nassau-LaLecq (1632-1705)
- Willem Adriaan van Nassau-LaLecq (1704-1759)
- Willem Adriaan van der Stel
- Willem Adrianus Alexander Liernur
- Willem Aemilius van Unia
- Willem Aerts
- Willem Ahlbrinck
- Willem Ahlbrinck stichting
- Willem Albarda
- Willem Albarda (1764-1847)
- Willem Albarda (1821-1899)
- Willem Albarda (1877-1957)
- Willem Albeda
- Willem Alberda van Ekenstein
- Willem Alberda van Ekenstein (1792-1869)
- Willem Alberda van Ekenstein (1858-1937)
- Willem Albers
- Willem Albert Johan Roelofsen
- Willem Albert Scholten
- Willem Albert Wagenaar
- Willem Albert Wagenaar (psycholoog)
- Willem Albert van Grysperre
- Willem Alex
- Willem Alexander
- Willem Alexander Arnold Peter Minne Endstra
- Willem Alexander Centrale
- Willem Alexander Frederik Constantijn Nicolaas Michiel van Oranje-Nassau
- Willem Alexander Karel Hendrik Frederik van Oranje-Nassau
- Willem Alexander centrale
- Willem Alexander der Nederlanden
- Willem Alexander van Dijck
- Willem Alexander van Spaen la Lecq
- Willem Alexanderschool
- Willem Alkema
- Willem Alphonse (van Huussel en) Mijsberg
- Willem Alting
- Willem Alting (gouverneur-generaal)
- Willem Alting (schulte)
- Willem Andreas de Caters
- Willem Andries de Caters
- Willem Andriessen
- Willem Anker
- Willem Anne Assueer Jacob Schimmelpenninck van der Oye
- Willem Anne Lestevenon
- Willem Anne Schimmelpenninck van der Oye
- Willem Anne Schimmelpenninck van der Oye (1800-1872)
- Willem Anne Spaen la Lecq
- Willem Anne baron Schimmelpenninck van der Oye
- Willem Anne baron van Spaen
- Willem Anne de Constant Rebecque
- Willem Anne de Constant Villars
- Willem Anne van Spaen
- Willem Anne van Spaen la Lecq
- Willem Anthonie Froger
- Willem Anthonie van Deventer
- Willem Anthony Engelbrecht
- Willem Anthony Froger
- Willem Anthony Paap
- Willem Anthony Scholten
- Willem Anton Engelbrecht
- Willem Anton Engelbrecht (1874-1965)
- Willem Anton Joseph Maria van Waterschoot van der Gracht
- Willem Anton Scholten
- Willem Anton van Vloten
- Willem Antonie Scholten
- Willem Antonie van Deventer
- Willem Antony van Vloten
- Willem Arendsen de Wolff
- Willem Arnold Alting
- Willem Arnold Pieter Pistorius
- Willem Arnold de Vries Robbé
- Willem Arnold van Lynden
- Willem Arnoldus Maas
- Willem Arnoldus Witsen
- Willem Arntsz
- Willem Arntsz Hoeve
- Willem Arntsz Huis
- Willem Arntszbos
- Willem Arondeus
- Willem Arondeuslezing
- Willem Arondéus
- Willem Arondéuslezing
- Willem Arts
- Willem Asman
- Willem Asselbergs
- Willem Assmann
- Willem Astanovus
- Willem Astanovus I van Fezensac
- Willem Astanovus I van Fézensac
- Willem August Sirtema van Grovestins
- Willem August van Saksen-Eisenach
- Willem Augustijn Offerhaus
- Willem Augustin
- Willem Augustus van Brunswijk-Harburg
- Willem Baas
- Willem Backer
- Willem Backer, Dircksz.
- Willem Backereel
- Willem Balke
- Willem Banning
- Willem Baptist
- Willem Barend Aalbers
- Willem Barendsz
- Willem Barendsz (I)
- Willem Barendsz (II)
- Willem Barendsz (schip, 1931)
- Willem Barendsz (schip, 1955)
- Willem Barents
- Willem Barentsz
- Willem Barentsz (doorverwijspagina)
- Willem Barentsz (schip, 1997)
- Willem Barentsz (schip, 2018)
- Willem Barentsz (schip, 2019)
- Willem Barnard
- Willem Bartel van der Kooi
- Willem Bartelings
- Willem Bartjens
- Willem Bartsius
- Willem Bassery
- Willem Bastiaan Tholen
- Willem Bastiaensz Schepers
- Willem Batavus van Oranje-Nassau
- Willem Battaille
- Willem Baudaert
- Willem Baudartius
- Willem Begemann
- Willem Beijerinck
- Willem Beijerinck (1756-1808)
- Willem Beijerinck (1820-1890)
- Willem Beijerinck (1857-1900)
- Willem Beijerinck (1891-1960)
- Willem Benjamin Smit
- Willem Benjamin van Panhuys
- Willem Benson
- Willem Bentinck
- Willem Bentinck (1704-1774)
- Willem Berend Buys
- Willem Berkhemer
- Willem Berkhoff
- Willem Bernard Engelbrecht
- Willem Bernardus IJzerdraat
- Willem Berthout van Mechelen
- Willem Bette
- Willem Betz
- Willem Beukelsstraat 32-38
- Willem Beukelszoon
- Willem Beurs
- Willem Beusekamp
- Willem Bever
- Willem Biebauc
- Willem Biebaut
- Willem Bierman
- Willem Bijkerk
- Willem Bijlard
- Willem Bijlefeld
- Willem Bijleveld
- Willem Bijsterbosch
- Willem Bijvanck
- Willem Bilderdijk
- Willem Binck
- Willem Blaeu
- Willem Blaeu College
- Willem Blanken
- Willem Blanken (1923)
- Willem Blanken (1923-2009)
- Willem Blanken (1940)
- Willem Blanken (1940-2016)
- Willem Blockmans
- Willem Blois van Treslong
- Willem Blok
- Willem Bloys
- Willem Bloys van Treslong
- Willem Boas
- Willem Boeijenga
- Willem Boekhoudt
- Willem Boeles
- Willem Boerdam
- Willem Boerman
- Willem Boeschoten
- Willem Boesnach
- Willem Boetje
- Willem Bogaardt
- Willem Bogtman
- Willem Boissevain
- Willem Bokhoven
- Willem Bol
- Willem Bol (presentator)
- Willem Bolding
- Willem Bon
- Willem Bonne-Ame
- Willem Bonne-Âme
- Willem Boon
- Willem Boreel
- Willem Boreel van Hogelanden
- Willem Borski
- Willem Borski (1799-1881)
- Willem Borski (1799 - 1881)
- Willem Borski II
- Willem Bos
- Willem Bos (1893-1960)
- Willem Bosch
- Willem Boshoff
- Willem Bosman
- Willem Bosman (KVP)
- Willem Bosman (WIC)
- Willem Bossaerts
- Willem Boudewijn Donker Curtius van Tienhoven
- Willem Bouman
- Willem Bouter
- Willem Boutkan
- Willem Bouwhuis
- Willem Bouwmeester
- Willem Braak-Hekke
- Willem Braakhekke
- Willem Brakman
- Willem Brandt
- Willem Brandwijk
- Willem Breedveld
- Willem Bremer
- Willem Breuker
- Willem Breuker Kollektief
- Willem Breukerbrug
- Willem Brocades
- Willem Brocker
- Willem Broecker
- Willem Bronkhorst
- Willem Brouwer
- Willem Brouwer (beeldhouwer)
- Willem Bruno van Albada
- Willem Bruno van Albeda
- Willem Bruynzeel
- Willem Bröcker
- Willem Buiter
- Willem Busac
- Willem Buys
- Willem Buytenwegh
- Willem Buytewech
- Willem Byvanck
- Willem C. Brade
- Willem C. van Unnik
- Willem C. van Unnikgebouw
- Willem Caland
- Willem Camman
- Willem Cammenga
- Willem Campagne
- Willem Canter
- Willem Carel Adriaan Hofkamp
- Willem Carel Adrien van Vredenburch
- Willem Carel Antoon Alberda van Ekenstein
- Willem Carel Hendrik Dekker
- Willem Carel Hendrik van Lynden van Blitterswijk
- Willem Carel Nakken
- Willem Carel Snouckaert van Schauburg
- Willem Carel Tack
- Willem Carel Wendelaar
- Willem Carel van Boetzelaer
- Willem Carel van Marion
- Willem Caspar Joseph Passtoors
- Willem Caspar de Jonge
- Willem Ceulen
- Willem Charles Ghislain van Merode
- Willem Christiaan Brade
- Willem Christiaan Groenevelt
- Willem Christiaan Jan de Vicq
- Willem Christiaan Lantman
- Willem Christiaan Leonard van der Grinten
- Willem Christiaan Theodoor van Nahuys

- William
- William's Green
- William, Hertog van Cornwall en Cambridge
- William, hertog van Cambridge
- William, it was really nothing
- William, prins van Wales
- William-Adolphe Bouguereau
- William-Henry Nassau-Rochford
- William "Boy" Habraken
- William & Kate
- William 'Bill' Tilden
- William (stripalbum)
- William (voornaam)
- William A. Egger
- William A. Penn
- William A. Schaefer
- William A. Schroeder
- William A. Wellman
- William A. Wheeler
- William A. Wilson
- William Abbott
- William Aberhart
- William Accambray
- William Adam
- William Adama
- William Adams
- William Addison Dwiggins
- William Adelin
- William Adolphe Bouguereau
- William Alatalo
- William Albert Penn
- William Albert Wilson
- William Alexander Abbott
- William Alexander Forbes
- William Alexander McCain
- William Alexander McCauley
- William Alfred Fowler
- William Alland
- William Allen
- William Allen (kardinaal)
- William Allen (zeiler)
- William Allingham
- William Almond Wheeler
- William Alphonso Murrill
- William Alwyn
- William Amamoo
- William Ames
- William Ancion
- William Anders
- William Anderson
- William Anderson (militair)
- William Andrew Murray Boyd
- William Andrews
- William Anthony McGuire
- William Applegarth
- William Appleton
- William Archibald Bake
- William Arnold Egger
- William Arthur Lewis
- William Arthur Parks
- William Artur de Oliveira
- William Aspley
- William Atherton
- William Atkinson Jones
- William Auld
- William Averell Harriman
- William Axt
- William Ayache
- William B. Post
- William B. Shockley
- William Baeten
- William Baffin
- William Baker
- William Bakewell
- William Bakewell (ontdekkingsreiziger)
- William Baldwin
- William Balikwisha
- William Barclay
- William Barclay (jurist)
- William Barclay (theoloog)
- William Barnes
- William Barnes (dichter)
- William Barnes (entomoloog)
- William Barnett
- William Barr
- William Barta
- William Bartram
- William Basie
- William Bates
- William Bateson
- William Baumgartner
- William Baumol
- William Bayliss
- William Baziotes
- William Beardmore
- William Beaudine
- William Beckett
- William Beckford
- William Becklean
- William Bedford
- William Beecher Scoville
- William Beechey
- William Beier
- William Bell
- William Bell Scott
- William Bennett
- William Bennett Kouwenhoven
- William Bentsen
- William Beresford
- William Berger
- William Bernard Huddleston Slater
- William Bertram
- William Beutenmüller
- William Beveridge
- William Bianda
- William Billington
- William Blackstone
- William Blair Bruce
- William Blake
- William Blencowe
- William Bligh
- William Blount
- William Blount (senator)
- William Blumberg
- William Blume Levy
- William Boeing
- William Boeva
- William Bolcom
- William Bonin
- William Bonnet
- William Bonney
- William Booth
- William Borland
- William Borm
- William Bouguereau
- William Bowman
- William Boyce
- William Boyce Thompson
- William Boyd
- William Bradford
- William Bradford (1590-1657)
- William Bradford (1590–1657)
- William Bradford (advocaat)
- William Bradford (gouverneur)
- William Bradford Shockley
- William Bragg
- William Brand
- William Brande
- William Brangham
- William Branham
- William Brede Kristensen
- William Brennan
- William Brennaugh
- William Brereton
- William Brewster
- William Brewster (ornitholoog)
- William Brewster (ornitoloog)
- William Bright
- William Brouncker
- William Brown
- William Brown (admiraal)
- William Brownrigg
- William Brunton
- William Brunton (acteur)
- William Bruynincx
- William Buckland
- William Buckley
- William Buller
- William Bunge
- William Burck
- William Burges
- William Burns
- William Burnside
- William Burroughs
- William Busch
- William Butler Yeats
- William Byam
- William Byrd
- William Byrd II
- William Byron
- William C. Campbell
- William C. Campbell (biochemicus)
- William C. Campbell (golfer)
- William C. Campbell (wetenschapper)
- William C. Fownes
- William C. Lee
- William C. McCool
- William Cadogan
- William Cagney
- William Calley
- William Calvin
- William Campbell
- William Campbell (acteur)
- William Carey
- William Carl Buchan
- William Carlos Williams
- William Carr
- William Carr (roeier)
- William Carvalho
- William Casey
- William Caslon
- William Castro
- William Cavendish
- William Cavendish, 4e Graaf van Devonshire
- William Cavendish, 4e hertog van Devonshire
- William Cavendish, 4th Duke of Devonshire
- William Cavendish, 5e Graaf van Devonshire
- William Cavendish, 5e graaf van Devonshire
- William Cavendish, 5e hertog van Devonshire
- William Cavendish-Bentinck
- William Cavendish (1592-1676)
- William Cavendish (1593-1676)
- William Cavendish (1720-1764)
- William Cavendish (1748-1811)
- William Cavendish (4e Graaf van Devonshire)
- William Cavendish (5e Graaf van Devonshire)
- William Caxton
- William Cecil
- William Cecil, 1e baron Burghley
- William Cecil (1520-1598)
- William Cecil (1e baron Burghley)
- William Cecil (Baron Burghley)
- William Cepeda
- William Chaloner
- William Chapman Hewitson
- William Charles Aalsmeer
- William Charles Linnaeus Martin
- William Charles de la Try Ellis
- William Chen
- William Cheruiyot
- William Cheruiyot Kipkirui
- William Chester Jordan
- William Chester Minor
- William Chiarello
- William Childs Westmoreland
- William Chirchir
- William Christie
- William Christie (astronoom)
- William Christie (musicus)
- William Christopher
- William Christopher Handy
- William Clark
- William Clark (ontdekkingsreiziger)
- William Clark Gable
- William Clarke
- William Clarke Wontner
- William Cliff
- William Coales
- William Cockayne
- William Cockburn
- William Cockerill
- William Cohen
- William Colby
- William Cole Stockley
- William Coley
- William Collier jr
- William Collier jr.
- William Colling Lukis
- William Collings Lukis
- William Collins
- William Collins (Pride and Prejudice)
- William Collins (dichter)
- William Collins (personage)
- William Collins (schilder)
- William Collum
- William Congreve
- William Congreve (schrijver)
- William Conrad
- William Conybeare
- William Coolidge
- William Cooper
- William Cooper (zeiler)
- William Coors
- William Copeland
- William Corbett
- William Cormac
- William Cornish
- William Cornysh
- William Courtenay
- William Courtenay (aartsbisschop)
- William Cowlishaw
- William Cowper
- William Crain
- William Cramp and Sons
- William Croft
- William Crookes
- William Cruikshank
- William Cullen Bryant
- William Cumming Rose
- William Cunningham
- William Cunningham (econoom)
- William Curtis
- William Curtis Brangwyn
- William Cuthbert Faulkner
- William D'Amico
- William D. Coleman
- William D. Phillips
- William D. Revelli
- William D. Revelli Composition Contest
- William Dafoe
- William Daley
- William Dally
- William Dalrymple
- William Dampier
- William Daniel Conybeare
- William Daniel Hillis
- William Daniel Phillips
- William Daniels
- William Davenant
- William David Coleman
- William David Coolidge
- William David Moylan
- William Davidson
- William Davidson (Schotse handelaar)
- William Davies Evans
- William Dawson
- William Dawson (geoloog)
- William Day
- William DeHart Hubbard
- William DeMott
- William DeVaughn
- William De Amorim
- William De Groote
- William De Hart Hubbard
- William De Smet
- William Dean Howells
- William Deedes
- William Defraigne
- William Degouve de Nuncques
- William Deming
- William Dennison
- William Dennison jr.
- William Desborough Cooley
- William Desmond Taylor
- William Devane
- William Dickson
- William Diederich Kuik
- William Diehl
- William Dieterle
- William Diller Matthew
- William Dod
- William Doherty
- William Donald Hamilton
- William Donald Revelli
- William Donald Schaefer

- Willi
- Willi Ascherl
- Willi Bittrich
- Willi Boskovsky
- Willi Eichhorn
- Willi Faust
- Willi Fick
- Willi Fischer
- Willi Girmes
- Willi Harwerth
- Willi Heeks
- Willi Heidel
- Willi Hennig
- Willi Herold
- Willi Holdorf
- Willi Kellers
- Willi Kirschner
- Willi Konrad
- Willi Koslowski
- Willi Krakau
- Willi Lippens
- Willi Loffler
- Willi Look
- Willi Löffler
- Willi Martinali
- Willi Munzenberg
- Willi Münzenberg
- Willi Neuberger
- Willi Noll
- Willi Orban
- Willi Orbán
- Willi Ostermann
- Willi Padge
- Willi Ritschard
- Willi Ritterbusch
- Willi Schulz
- Willi Sitte
- Willi Stadel
- Willi Stahle
- Willi Steffen
- Willi Steindl
- Willi Stoph
- Willi Walser
- Willi Wenk
- Willi Willi
- Willi Willwohl
- Willi Worpitzky
- Willi Wuelbeck
- Willi Wulbeck
- Willi Wülbeck
- Willi Zincke
- Willi Zöpf
- Willi aus Kevelaer
- Willi de Beer
- William
- William's Green
- William, Hertog van Cornwall en Cambridge
- William, hertog van Cambridge
- William, it was really nothing
- William, prins van Wales
- William-Adolphe Bouguereau
- William-Henry Nassau-Rochford
- William "Boy" Habraken
- William & Kate
- William 'Bill' Tilden
- William (stripalbum)
- William (voornaam)
- William A. Egger
- William A. Penn
- William A. Schaefer
- William A. Schroeder
- William A. Wellman
- William A. Wheeler
- William A. Wilson
- William Abbott
- William Aberhart
- William Accambray
- William Adam
- William Adama
- William Adams
- William Addison Dwiggins
- William Adelin
- William Adolphe Bouguereau
- William Alatalo
- William Albert Penn
- William Albert Wilson
- William Alexander Abbott
- William Alexander Forbes
- William Alexander McCain
- William Alexander McCauley
- William Alfred Fowler
- William Alland
- William Allen
- William Allen (kardinaal)
- William Allen (zeiler)
- William Allingham
- William Almond Wheeler
- William Alphonso Murrill
- William Alwyn
- William Amamoo
- William Ames
- William Ancion
- William Anders
- William Anderson
- William Anderson (militair)
- William Andrew Murray Boyd
- William Andrews
- William Anthony McGuire
- William Applegarth
- William Appleton
- William Archibald Bake
- William Arnold Egger
- William Arthur Lewis
- William Arthur Parks
- William Artur de Oliveira
- William Aspley
- William Atherton
- William Atkinson Jones
- William Auld
- William Averell Harriman
- William Axt
- William Ayache
- William B. Post
- William B. Shockley
- William Baeten
- William Baffin
- William Baker
- William Bakewell
- William Bakewell (ontdekkingsreiziger)
- William Baldwin
- William Balikwisha
- William Barclay
- William Barclay (jurist)
- William Barclay (theoloog)
- William Barnes
- William Barnes (dichter)
- William Barnes (entomoloog)
- William Barnett
- William Barr
- William Barta
- William Bartram
- William Basie
- William Bates
- William Bateson
- William Baumgartner
- William Baumol
- William Bayliss
- William Baziotes
- William Beardmore
- William Beaudine
- William Beckett
- William Beckford
- William Becklean
- William Bedford
- William Beecher Scoville
- William Beechey
- William Beier
- William Bell
- William Bell Scott
- William Bennett
- William Bennett Kouwenhoven
- William Bentsen
- William Beresford
- William Berger
- William Bernard Huddleston Slater
- William Bertram
- William Beutenmüller
- William Beveridge
- William Bianda
- William Billington
- William Blackstone
- William Blair Bruce
- William Blake
- William Blencowe
- William Bligh
- William Blount
- William Blount (senator)
- William Blumberg
- William Blume Levy
- William Boeing
- William Boeva
- William Bolcom
- William Bonin
- William Bonnet
- William Bonney
- William Booth
- William Borland
- William Borm
- William Bouguereau
- William Bowman
- William Boyce
- William Boyce Thompson
- William Boyd
- William Bradford
- William Bradford (1590-1657)
- William Bradford (1590–1657)
- William Bradford (advocaat)
- William Bradford (gouverneur)
- William Bradford Shockley
- William Bragg
- William Brand
- William Brande
- William Brangham
- William Branham
- William Brede Kristensen
- William Brennan
- William Brennaugh
- William Brereton
- William Brewster
- William Brewster (ornitholoog)
- William Brewster (ornitoloog)
- William Bright
- William Brouncker
- William Brown
- William Brown (admiraal)
- William Brownrigg
- William Brunton
- William Brunton (acteur)
- William Bruynincx
- William Buckland
- William Buckley
- William Buller
- William Bunge
- William Burck
- William Burges
- William Burns
- William Burnside
- William Burroughs
- William Busch
- William Butler Yeats
- William Byam
- William Byrd
- William Byrd II
- William Byron
- William C. Campbell
- William C. Campbell (biochemicus)
- William C. Campbell (golfer)
- William C. Campbell (wetenschapper)
- William C. Fownes
- William C. Lee
- William C. McCool
- William Cadogan
- William Cagney
- William Calley
- William Calvin
- William Campbell
- William Campbell (acteur)
- William Carey
- William Carl Buchan
- William Carlos Williams
- William Carr
- William Carr (roeier)
- William Carvalho
- William Casey
- William Caslon
- William Castro
- William Cavendish
- William Cavendish, 4e Graaf van Devonshire
- William Cavendish, 4e hertog van Devonshire
- William Cavendish, 4th Duke of Devonshire
- William Cavendish, 5e Graaf van Devonshire
- William Cavendish, 5e graaf van Devonshire
- William Cavendish, 5e hertog van Devonshire
- William Cavendish-Bentinck
- William Cavendish (1592-1676)
- William Cavendish (1593-1676)
- William Cavendish (1720-1764)
- William Cavendish (1748-1811)
- William Cavendish (4e Graaf van Devonshire)
- William Cavendish (5e Graaf van Devonshire)
- William Caxton
- William Cecil
- William Cecil, 1e baron Burghley
- William Cecil (1520-1598)
- William Cecil (1e baron Burghley)
- William Cecil (Baron Burghley)
- William Cepeda
- William Chaloner
- William Chapman Hewitson
- William Charles Aalsmeer
- William Charles Linnaeus Martin
- William Charles de la Try Ellis
- William Chen
- William Cheruiyot
- William Cheruiyot Kipkirui
- William Chester Jordan
- William Chester Minor
- William Chiarello
- William Childs Westmoreland
- William Chirchir
- William Christie
- William Christie (astronoom)
- William Christie (musicus)
- William Christopher
- William Christopher Handy
- William Clark
- William Clark (ontdekkingsreiziger)
- William Clark Gable
- William Clarke
- William Clarke Wontner
- William Cliff
- William Coales
- William Cockayne
- William Cockburn
- William Cockerill
- William Cohen
- William Colby
- William Cole Stockley
- William Coley
- William Collier jr
- William Collier jr.
- William Colling Lukis
- William Collings Lukis
- William Collins
- William Collins (Pride and Prejudice)
- William Collins (dichter)
- William Collins (personage)
- William Collins (schilder)
- William Collum
- William Congreve
- William Congreve (schrijver)
- William Conrad
- William Conybeare
- William Coolidge
- William Cooper
- William Cooper (zeiler)
- William Coors
- William Copeland
- William Corbett
- William Cormac
- William Cornish
- William Cornysh
- William Courtenay
- William Courtenay (aartsbisschop)
- William Cowlishaw
- William Cowper
- William Crain
- William Cramp and Sons
- William Croft
- William Crookes
- William Cruikshank
- William Cullen Bryant
- William Cumming Rose
- William Cunningham
- William Cunningham (econoom)

- Willie
- Willie "The Lion" Smith
- Willie & Nellie
- Willie (voornaam)
- Willie Aames
- Willie Ackerman
- Willie Adler
- Willie Anderson
- Willie Batenburg
- Willie Berkers
- Willie Bobo
- Willie Boland
- Willie Brown
- Willie Brown (bluesmusicus)
- Willie Brown (politicus)
- Willie Bryant
- Willie Burgers
- Willie Campbell
- Willie Chan
- Willie Clancy
- Willie Clancy Summer School
- Willie Cobbs
- Willie Coburn
- Willie Collum
- Willie Colon
- Willie Colón
- Willie Cook
- Willie Cools
- Willie Cornish
- Willie Davenport
- Willie DeWit
- Willie Dennis
- Willie Dille
- Willie Dixon
- Willie Donachie
- Willie Dunn
- Willie Dunn (zanger)
- Willie Dunn Jr
- Willie Egan
- Willie Fernie
- Willie Francis
- Willie Gant
- Willie Garson
- Willie Heesakkers
- Willie Henderson
- Willie Hightower
- Willie Hightower (jazzmusicus)
- Willie Hightower (soulzanger)
- Willie Horace Thomas Tams
- Willie Humphrey
- Willie Hunter
- Willie Hunter (voetballer)
- Willie Hutch
- Willie Jones
- Willie Jones (drummer)
- Willie Jones (pianist)
- Willie Jones (zanger)
- Willie Jones III
- Willie Kent
- Willie Lambrecht
- Willie Lewis
- Willie Lippens
- Willie Love
- Willie Lumpkin
- Willie Mabon
- Willie MacFarlane
- Willie Macfarlane
- Willie Mays
- Willie Mitchell
- Willie Mosconi
- Willie Nelson
- Willie Nolan
- Willie O'Neill
- Willie Ong
- Willie Oosterhuis
- Willie Overtoom
- Willie P. Bennett
- Willie Pajeaud
- Willie Park
- Willie Park Jr
- Willie Park Senior
- Willie Park Sr
- Willie Park jr.
- Willie Park sr.
- Willie Peeters
- Willie Pep
- Willie Pickens
- Willie Polland
- Willie Revillame
- Willie Ruff
- Willie Schobben
- Willie Smit
- Willie Smith
- Willie Smith (atleet)
- Willie Smith (drummer)
- Willie Smith (pianist)
- Willie Smith (saxofonist, 1910)
- Willie Smith (saxofonist, 1926)
- Willie Smits
- Willie Steele
- Willie Swildens-Rozendaal
- Willie Tee
- Willie Thomas
- Willie Thorne
- Willie Turnesa
- Willie Veenstra
- Willie Walsh
- Willie Wartaal
- Willie Watson
- Willie Weeks
- Willie Whitelaw
- Willie Wortel
- Willie and the Hand Jive
- Willie and the hand jive
- Willie den Turk
- Willie en Nellie
- Willie van Haard
- Willieam man a hing
- Williella
- Williella angulata
- Williella sauteri
- Willien van Wieringen
- Williene ter Beek
- Williers
- Willies

- Willy
- Willy's & Marjetten
- Willy's en Marjetten
- Willy's en marjetten
- Willy-Brandt-Platz
- Willy-Brandt-Platz (metrostation)
- Willy (radiozender)
- Willy (rapper)
- Willy (voornaam)
- Willy Abbeloos
- Willy Adolf Theodor Ramme
- Willy Alberga
- Willy Albers Pistorius
- Willy Albers Pistorius-Fokkelman
- Willy Alberti
- Willy Alberti-museum
- Willy Alberti Museum
- Willy Alberti bedankt
- Willy Alberti bedankt!
- Willy Albertina Verbrugge
- Willy Albimoor
- Willy Alfredo
- Willy Allemann
- Willy Andriessen
- Willy Anthoons
- Willy Arend
- Willy Ascherl
- Willy Aubameyang
- Willy Balyon
- Willy Bandholz
- Willy Basteyns
- Willy Batenburg
- Willy Baumgartner
- Willy Belinfante
- Willy Belinfante-Sauerbier
- Willy Berking
- Willy Birgel
- Willy Blees
- Willy Blochert
- Willy Blomert
- Willy Bockland
- Willy Bocklandt
- Willy Bocklant
- Willy Boers
- Willy Boessen
- Willy Bohlander
- Willy Boly
- Willy Borsus
- Willy Bosmans
- Willy Bosschem
- Willy Bothmer
- Willy Braekman
- Willy Brandt
- Willy Brandtgebouw
- Willy Breebaart
- Willy Breesch
- Willy Breinholst
- Willy Brill
- Willy Brinkgreve
- Willy Brokamp
- Willy Bruynseraede
- Willy Brüderlin
- Willy Burgeon
- Willy Burgers
- Willy Burgmeyer
- Willy Böckl
- Willy Bühe
- Willy Caballero
- Willy Cairo
- Willy Calewaert
- Willy Carbo
- Willy Caron
- Willy Cauwelier
- Willy Cheruiyot
- Willy Claes
- Willy Claes (gewichtheffer)
- Willy Clancy
- Willy Cohn
- Willy Coolsaet
- Willy Coppens
- Willy Coppens de Houthulst
- Willy Coremans
- Willy Cornelis Louwerse
- Willy Corsari
- Willy Cortois
- Willy Courteaux
- Willy Croezen
- Willy Cruz
- Willy D'Have
- Willy D'Havé
- Willy DeVille
- Willy De Bie
- Willy De Bruyn
- Willy De Clercq
- Willy De Geest
- Willy De Greef
- Willy De Moor
- Willy De Nolf
- Willy De Rijcke
- Willy De Rudder
- Willy De Sauter
- Willy De Vliegher
- Willy De Waele
- Willy Debosscher
- Willy Declerck
- Willy Decourty
- Willy Dehaen
- Willy Delajod
- Willy Demeyer
- Willy Derboven
- Willy Derby
- Willy Deroover
- Willy Desaeyere
- Willy Deville
- Willy Dobbe
- Willy Dobbeplantsoen
- Willy Dols
- Willy Doorn-Van der Houwen
- Willy Doorn-van der Houwen
- Willy Druyts
- Willy Dujardin
- Willy Dullens
- Willy Dupont
- Willy Duron
- Willy Dusarduijn
- Willy Engbrocks
- Willy Erkens
- Willy Faber
- Willy Faché
- Willy Falck Hansen
- Willy Faust
- Willy Faust (motorcoureur)
- Willy Finch
- Willy Fischler
- Willy Frere
- Willy Friling
- Willy Fritsch
- Willy Frère
- Willy Geets
- Willy Geets (Wegé)
- Willy Gepts
- Willy Geurts
- Willy Gilbert
- Willy Goddaert
- Willy Gommeren
- Willy Goossens
- Willy Gorissen
- Willy Groen
- Willy Grondin
- Willy Gysi
- Willy Haegens
- Willy Hagara
- Willy Hagenaers
- Willy Hansen
- Willy Hautvast
- Willy Haverlag
- Willy Heesakkers
- Willy Heger
- Willy Hemeleers
- Willy Hendriks
- Willy Hennig
- Willy Herremans
- Willy Herzig
- Willy Hess
- Willy Hess (componist)
- Willy Hess (violist)
- Willy Hiernaux
- Willy Hijmans
- Willy Hillen
- Willy Hillen (1896-1974)
- Willy Hofman
- Willy Huber
- Willy Hufschmid
- Willy Hund-Smit
- Willy In't Ven
- Willy In 't Ven
- Willy Jansen
- Willy Janssen
- Willy Juliana
- Willy Jäggi
- Willy Jähde
- Willy Kambwala
- Willy Kanis
- Willy Kemp
- Willy Kenz
- Willy Kernen
- Willy Keuchenius
- Willy Kment
- Willy Knippenberg
- Willy Knippenbergprijs
- Willy Koester
- Willy Koninckx
- Willy Koppen
- Willy Kreitz
- Willy Kreuz
- Willy Kriegelbier
- Willy Kruyt
- Willy Kuijpers
- Willy Kuypers
- Willy Kyrklund
- Willy Lagerman
- Willy Lages
- Willy Lambil
- Willy Lambillotte
- Willy Lambilotte
- Willy Lambrecht
- Willy Lambregt
- Willy Lange
- Willy Langestraat
- Willy Lauwens
- Willy Lauwers
- Willy Lenaers
- Willy Ley
- Willy Lindwer
- Willy Linthout
- Willy Lippens
- Willy Lockefeer
- Willy Lohman
- Willy Lohmann
- Willy Luers
- Willy Lustenhouwer
- Willy M. C. Sansen
- Willy Mairesse
- Willy Maltaite
- Willy Manzi Kabera
- Willy Markus
- Willy Martens
- Willy Martin
- Willy Meeuwisse
- Willy Melchers
- Willy Mertens
- Willy Mertens (atleet)
- Willy Mertens (cartoonist)
- Willy Messerschmitt
- Willy Meyer
- Willy Meyer Pleite
- Willy Meysmans
- Willy Michaux
- Willy Michiels
- Willy Michiels (Haaltert)
- Willy Michiels (Huizingen)
- Willy Michiels (senator)
- Willy Middel
- Willy Mignot
- Willy Millowitsch
- Willy Minders
- Willy Minnebo
- Willy Monty
- Willy Mostaert
- Willy Mueller-Medek
- Willy Mullens
- Willy Muller
- Willy Muller-Medek
- Willy Müller
- Willy Müller-Medek
- Willy Müller (Zwitsers componist)
- Willy Naessens
- Willy Naessens (1939)
- Willy Naessens (1939-2025)
- Willy Naessens (1949)
- Willy Naessens (voorzitter)
- Willy Neven
- Willy Ngumbi Ngengele
- Willy Nolan
- Willy Noll
- Willy Noël De Moor
- Willy Oosterhuis
- Willy Osterrieth
- Willy Ostyn
- Willy Overtoom
- Willy Paul Franz Lages
- Willy Paulissen
- Willy Peers
- Willy Peirens
- Willy Peremans
- Willy Persyn
- Willy Pete
- Willy Peter Reese
- Willy Petillon
- Willy Planckaert
- Willy Pleysier
- Willy Polleunis
- Willy Porter
- Willy Pot
- Willy Puchner
- Willy Pétillon
- Willy Quadackers
- Willy Quaedackers
- Willy Raes
- Willy Reichenbach
- Willy Reijnders
- Willy Rex
- Willy Rey
- Willy Reynders
- Willy Richartz
- Willy Ritschard
- Willy Rockin
- Willy Rodel
- Willy Roegiers
- Willy Roesingh
- Willy Roggeman
- Willy Ronis
- Willy Rosen
- Willy Rosingh
- Willy Ruys
- Willy Rösingh
- Willy Sagnol
- Willy Sansen
- Willy Schafer
- Willy Scheepers
- Willy Scheers
- Willy Schellens
- Willy Schermele
- Willy Schermelé
- Willy Schlobach
- Willy Schmelcher
- Willy Schmidhamer
- Willy Schmidt
- Willy Schneider
- Willy Schneider (componist)
- Willy Schneider (zanger)
- Willy Schobben
- Willy Schootemeijer
- Willy Schootemeyer
- Willy Schroeders
- Willy Schuetz-Erb
- Willy Schugens
- Willy Schutz
- Willy Schutz-Erb
- Willy Schuyesmans
- Willy Schyns
- Willy Schäfer
- Willy Schütz
- Willy Schütz-Erb
- Willy Seeuws
- Willy Segers
- Willy Semedo
- Willy Senders
- Willy Slabbers
- Willy Slegers-van der Putt
- Willy Sluiter
- Willy Smedts
- Willy Soemita
- Willy Soenen
- Willy Sommers